# Lijst van personen uit Los Angeles
Dit is een lijst van personen uit Los Angeles, een stad in de Amerikaanse staat Californië. 

## Geboren in Los Angeles

### Voor 1900
- Leo Carrillo (1881-1961), acteur
- Fay Bainter (1891-1968), actrice

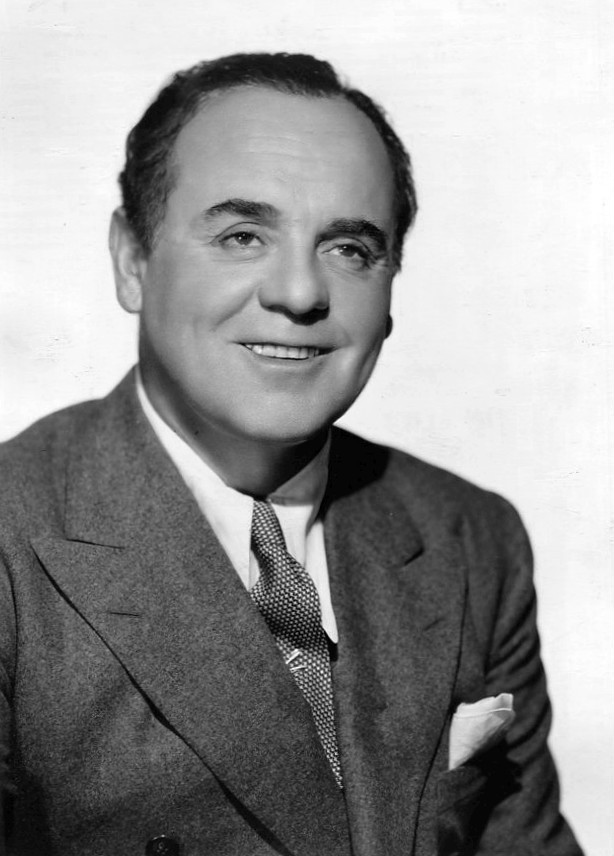
Acteur Leo Carrillo (1881–1961)

- Earl Warren (1891-1974), jurist, politicus
- Betty Blythe (1893-1972), actrice
- Tay Garnett (1894-1977), filmregisseur
- Busby Berkeley (1895-1976), regisseur en choreograaf
- Leo McCarey (1898-1969), filmregisseur

### 1900–1909

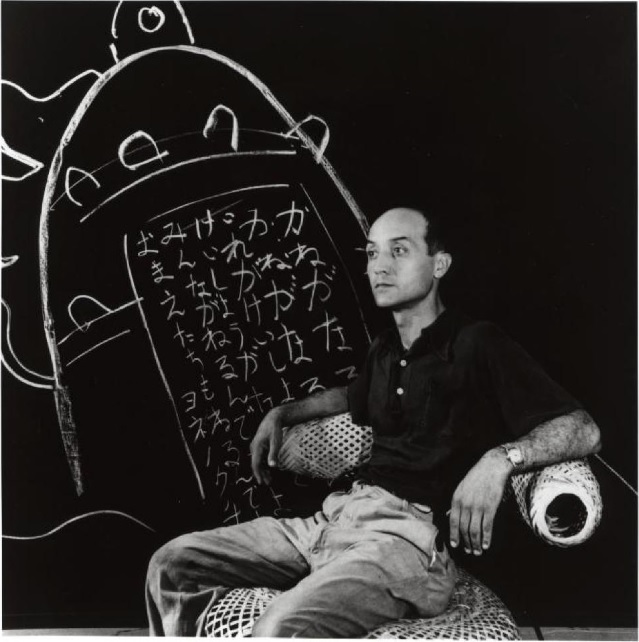
Beeldhouwer Isamu Noguchi (1904-1988) in 1941

- Adlai Stevenson II (1900-1965), politicus, diplomaat
- Isamu Noguchi (1904-1988), beeldhouwer
- Robert Wade King (1906-1965), atleet, olympisch kampioen in 1928
- Frances Dee (1909-2004), actrice

### 1910–1919
- George Roth (1911-1997), turner
- Iris Adrian (1912-1994), actrice

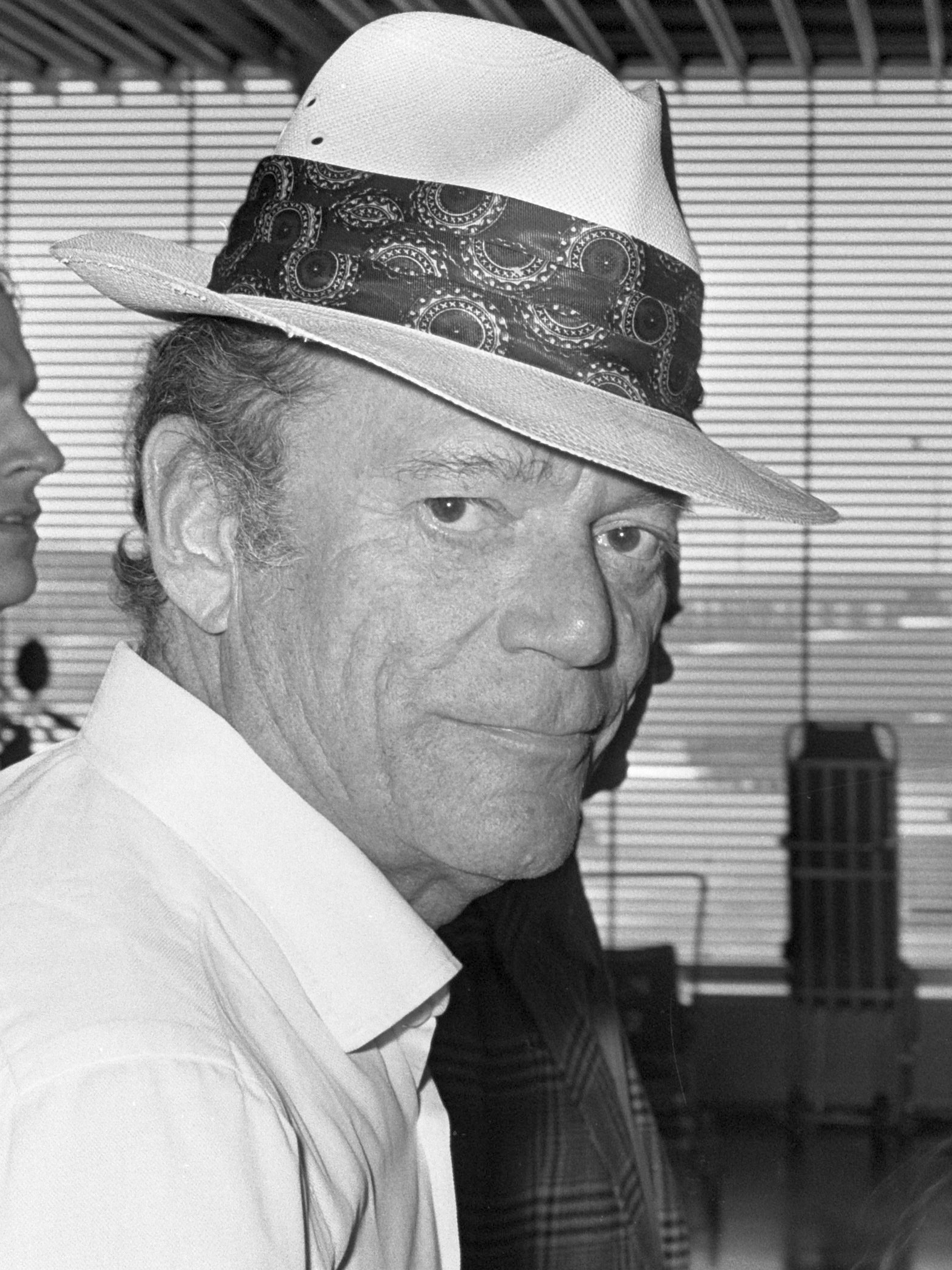
Acteur Eddie Constantine (1917-1993) op Schiphol in 1972

- John Cage (1912-1992), avant-gardecomponist
- Dorothy Comingore (1913-1971), actrice
- Willis Lamb (1913-2008), natuurkundige en Nobelprijswinnaar (1955)
- Jackie Coogan (1914-1984), acteur
- Woody Strode (1914-1994), acteur
- Barbara Billingsley (1915-2010), actrice
- Dorothy Cheney (1916-2014), tennisspeler
- Iva Toguri D'Aquino (1916-2006), radiopresentatrice (Tokyo Rose)
- Eddie Constantine (1917-1993), acteur
- Virginia Grey (1917-2004), actrice
- John Hart (1917-2009), acteur
- Bobby Doerr (1918-2017), honkbalspeler
- Bobby Riggs (1918-1995), tennisser
- Marge Champion (1919-2020), danseres en choreografe
- Robert Stack (1919-2003), acteur

### 1920–1929

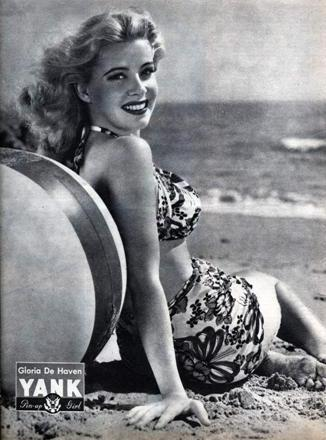
Actrice Gloria DeHaven (1925-2016)

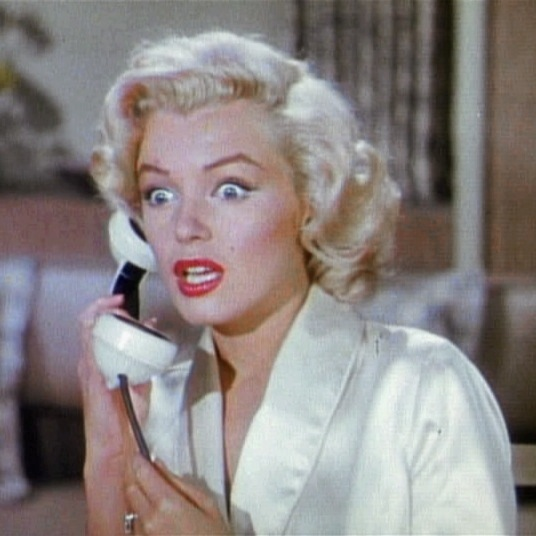
Actrice en model Marilyn Monroe (1926-1962)

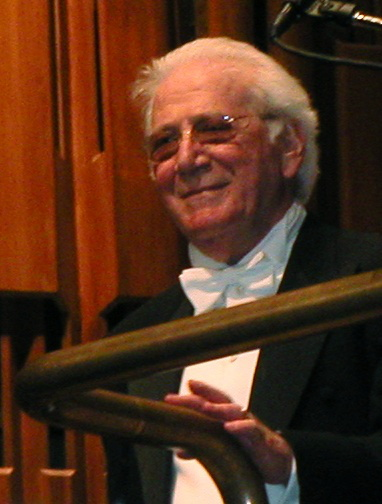
Filmcomponist Jerry Goldsmith (1929-2004)

- Richard Farnsworth (1920-2000), acteur
- Ray Harryhausen (1920-2013), animator, filmregisseur en -producent
- Buddy Collette (1921-2010), jazzmuzikant
- Lynn Compton (1921-2012), soldaat en jurist
- Alan Hale jr. (1921-1990), acteur
- Jackie Cooper (1922-2011), acteur
- William Schallert (1922-2016), acteur
- Rhonda Fleming (Hollywood 1923 - Santa Monica 2020), actrice
- Dexter Gordon (1923-1990), saxofonist
- Gloria Grahame (1923-1981), actrice
- Shinkichi Tajiri (1923-2009), Nederlands beeldhouwer, kunstschilder, fotograaf, filmmaker
- Arthur Janov (1924-2017), psycholoog
- Mel Patton (1924-2014), sprinter
- Matthew Beard (1925-1981), acteur
- Jay Chamberlain (1925-2001), autocoureur
- Gloria DeHaven (1925-2016), actrice, zangeres
- Don Freeland (1925-2007), autocoureur
- Johnny Horton (1925-1960), country- en rockabilly-muzikant
- Dickie Moore (1925-2015), acteur
- Jimmy Pruett (1925-1983), countrymuzikant
- Iwao Takamoto (1925-2007), Japans/Amerikaans tekenfilmmaker, tv-producent en filmregisseur
- Sydney Earle Chaplin (1926-2009), acteur
- Richard Crenna (1926-2003), acteur
- John Derek (1926-1998), acteur, filmregisseur, fotograaf
- Bob Haldeman (1926-1993), stafchef Witte Huis tijdens Watergate
- Louise Hay (1926-2017), schrijfster
- Marilyn Monroe (1926-1962), actrice, fotomodel en zangeres
- Harry Shlaudeman (1926-2018), diplomaat
- George Ogden Abell (1927-1983), astronoom
- Robert Butler (1927-2023), televisie- en filmregisseur
- Virginia Weidler (1927-1968), actrice
- Eric Dolphy (1928-1964), jazzmuzikant
- Jack Larson (1928-2015), acteur, filmproducent en toneelschrijver
- Bob McMillen (1928-2007), atleet
- Eugene Shoemaker (1928-1997), geoloog, astronoom en kometenjager
- James Douglas (1929-2016), acteur
- Jerry Goldsmith (1929-2004), (film)componist

### 1930–1939

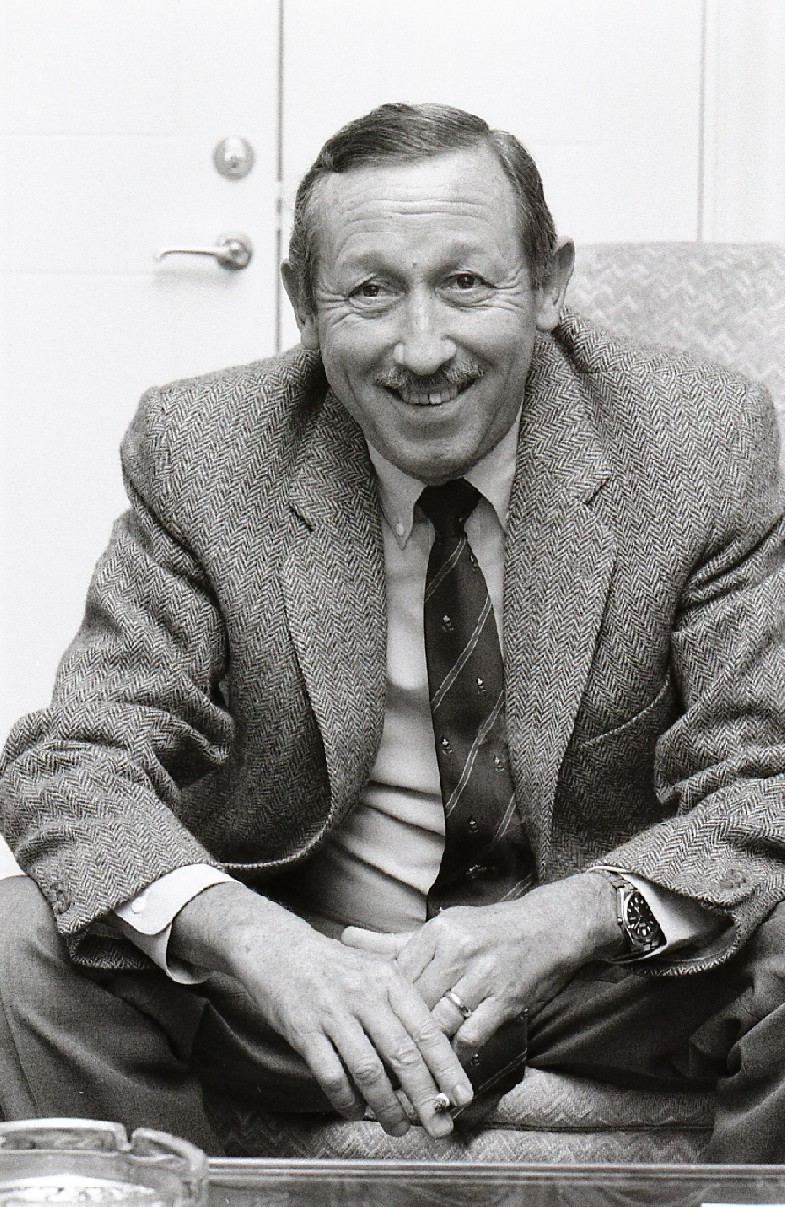
Zakenman Roy Edward Disney (1930-2009) in 1990

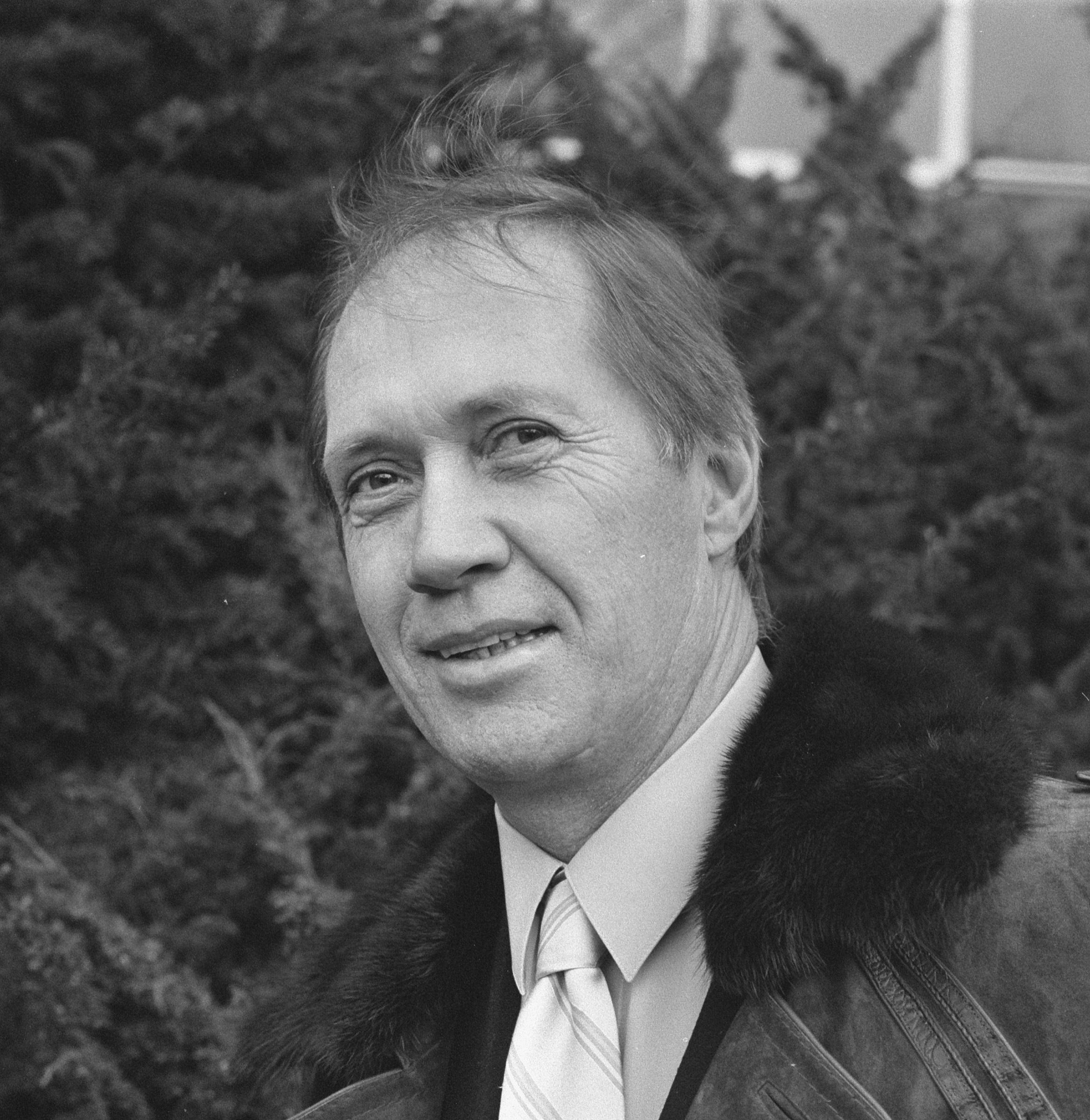
Acteur David Carradine (1936-2009)

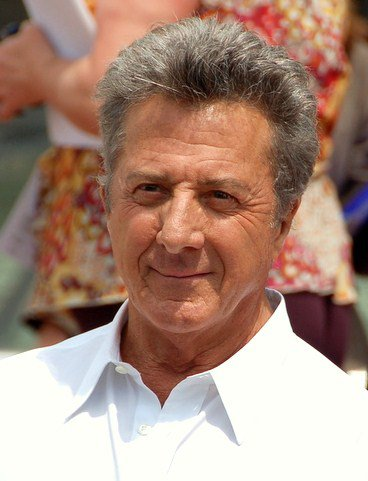
Acteur Dustin Hoffman (1937)

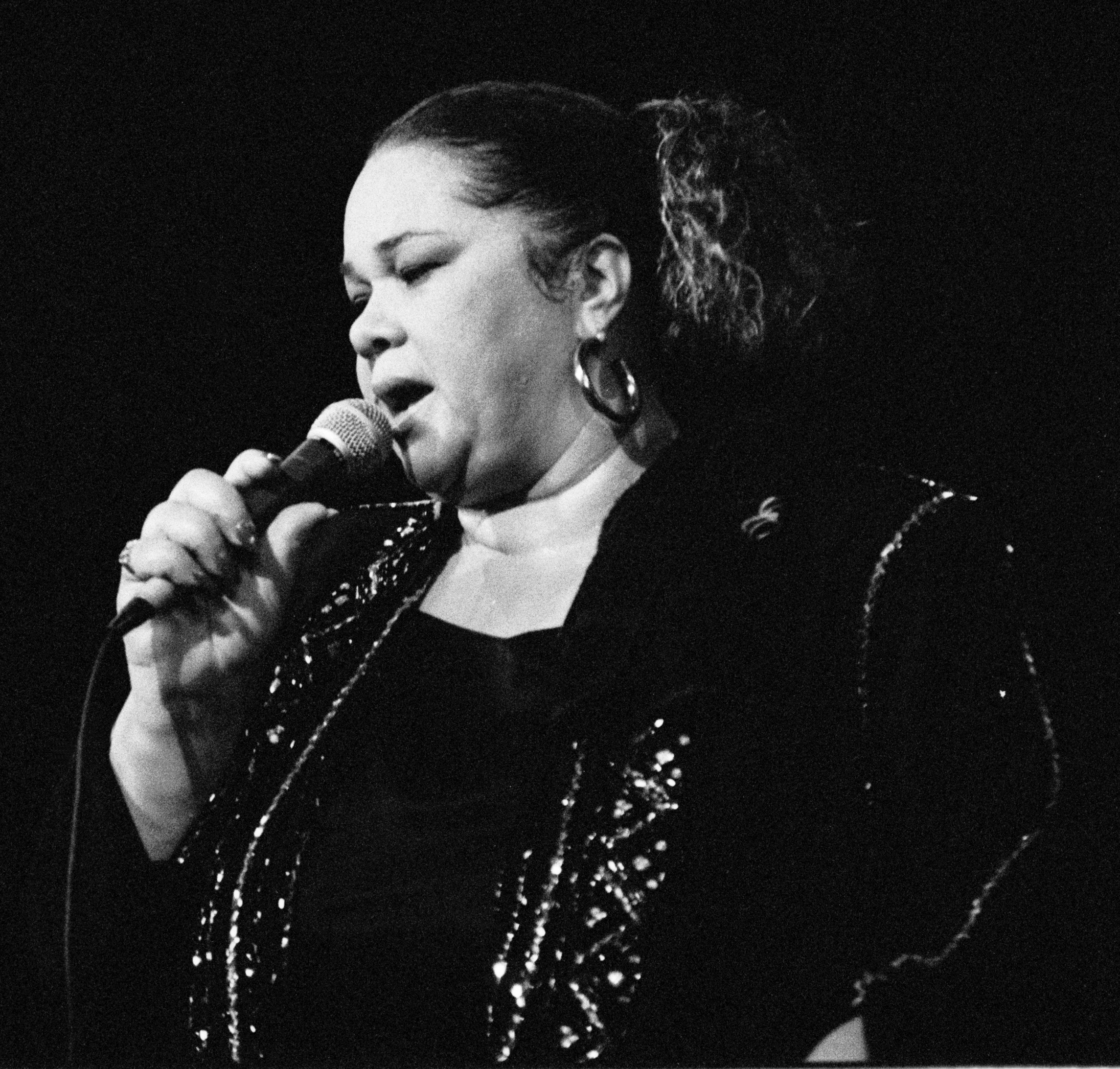
Zangeres Etta James (1938-2012)

- Roy Edward Disney (1930-2009), topfunctionaris (The Walt Disney Company), neef van Walt Disney
- Abel Fernández (1930-2016), acteur
- Duvall Hecht (1930-2022), roeier
- John Gavin (1931-2018), acteur, politicus
- John Drew Barrymore (1932-2004), acteur
- Eileen Brennan (1932-2013), actrice
- Steve Rowland (1932), muziekproducent en zanger
- Elinor Ostrom (1933-2012), politieke wetenschapper en Nobelprijswinnares (2009)
- Richard Chamberlain (1934-2025), acteur
- James Sikking (1934-2024), acteur
- Russ Tamblyn (1934), acteur, danser
- Robert Towne (1934-2024), scenarist, filmregisseur
- Herb Alpert (1935), trompettist, arrangeur, producent
- Jack Kemp (1935-2009), Americanfootballspeler, politicus
- Lee Meriwether (1935), actrice
- Justin Francis Rigali (1935), geestelijke en kardinaal van de Katholieke Kerk
- Richie Allen (1936-2022), gitarist, producent en songwriter
- Harold Budd (1936-2020), componist
- David Carradine (1936-2009), acteur
- Darlene Hard (1936-2021), tennisspeelster
- Susan Kohner (1936), actrice
- Roger Mahony (1936), aartsbisschop, kardinaal
- Dean Stockwell (1936-2021), acteur
- Dustin Hoffman (1937), filmacteur
- Gary Lockwood (1937), acteur
- James MacArthur (1937-2010), acteur
- George Takei (1937), acteur
- William Wellman jr. (1937), acteur, filmproducent, scenarioschrijver, auteur
- Harris Yulin (1937-2025), acteur
- Diane Baker (1938), actrice
- Dennis Budimir (1938-2023), jazzgitarist
- Gary Collins (1938-2012), acteur, televisiepresentator
- Etta James (1938-2012), blues-, r&b- en gospelzangeres
- Jack Jones (1938-2024), zanger en acteur
- Roger E. Mosley (1938-2022), acteur
- Michael Murphy (1938), acteur
- Larry Niven (1938), sciencefiction- en fantasyschrijver
- Kim Fowley (1939-2015), muziekproducer, songwriter en muzikant
- Leland H. Hartwell (1939), wetenschapper en Nobelprijswinnaar (2001)
- John F. MacArthur (1939-2025), predikant en auteur
- Patrick Wayne (1939), acteur
- Paul Winfield (1939-2004), acteur

### 1940–1949
- Roy Ayers (1940-2025), muzikant
- James Brolin (1940), acteur
- James Cromwell (1940), acteur
- Richard Paul (1940-1998), acteur
- Katharine Ross (1940), actrice
- Louise Sorel (1940), actrice
- Jill St. John (1940), actrice
- Beau Bridges (1941), acteur

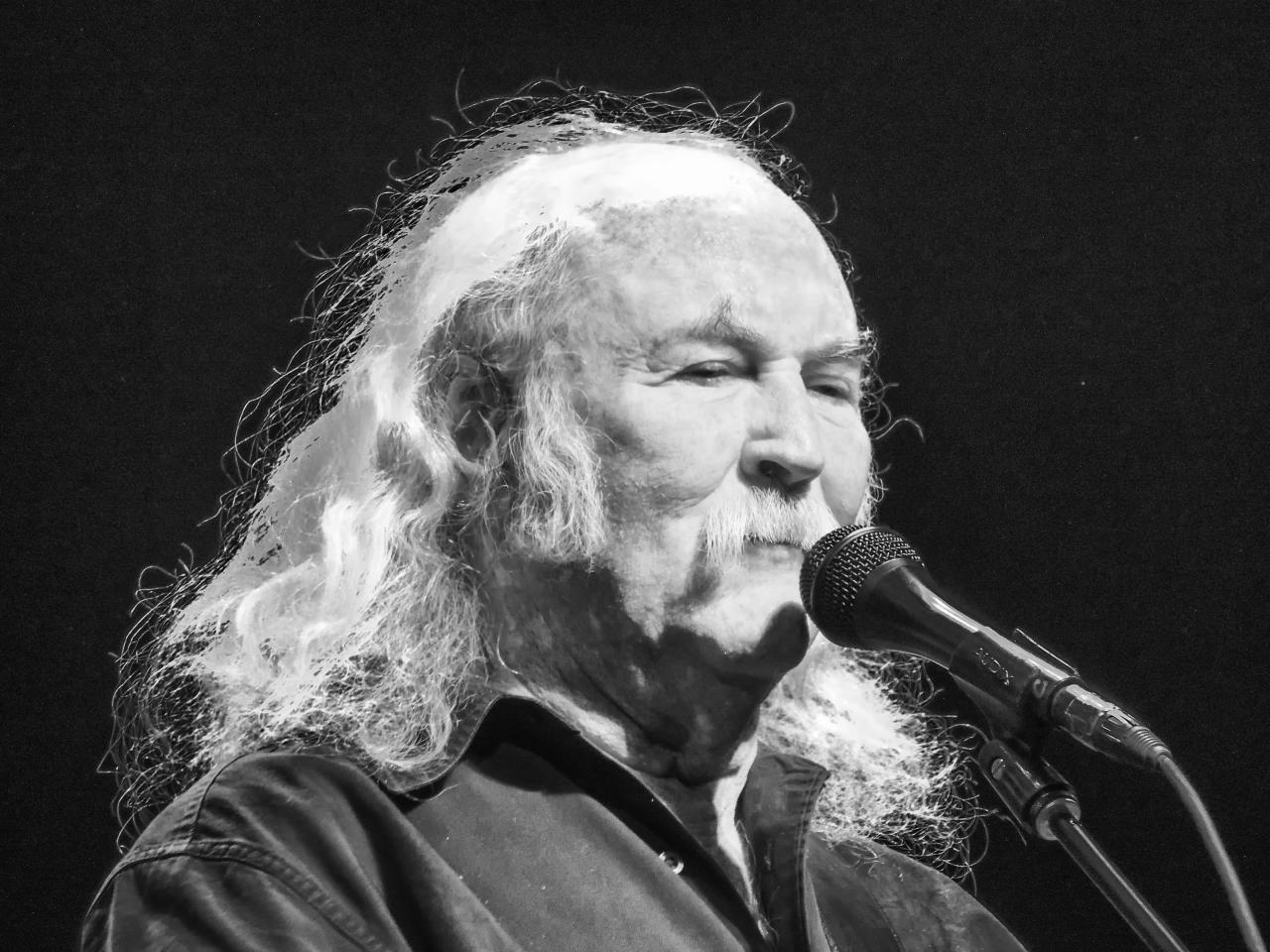
Zanger en gitarist David Crosby (1941-2023)

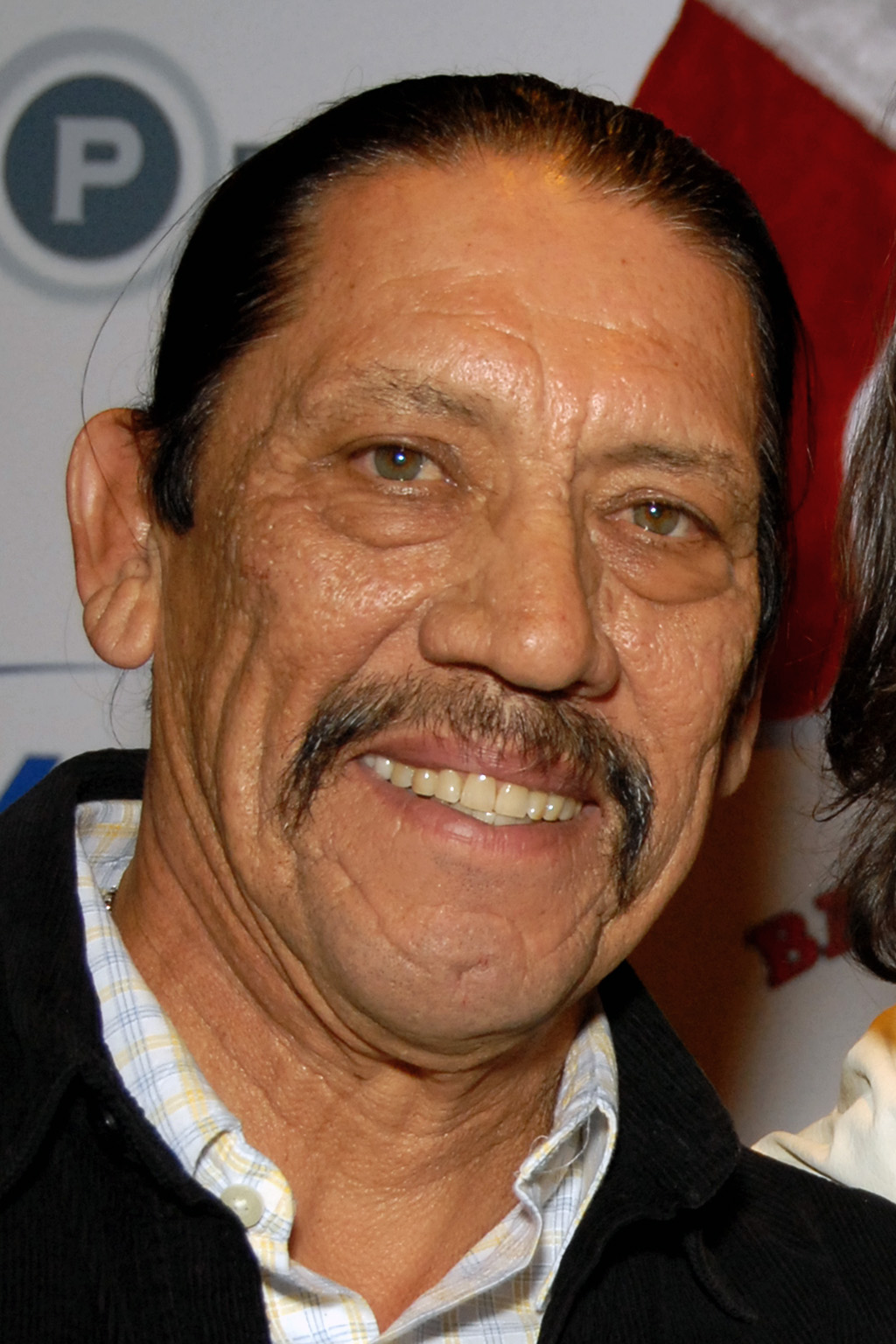
Acteur Danny Trejo (1944)

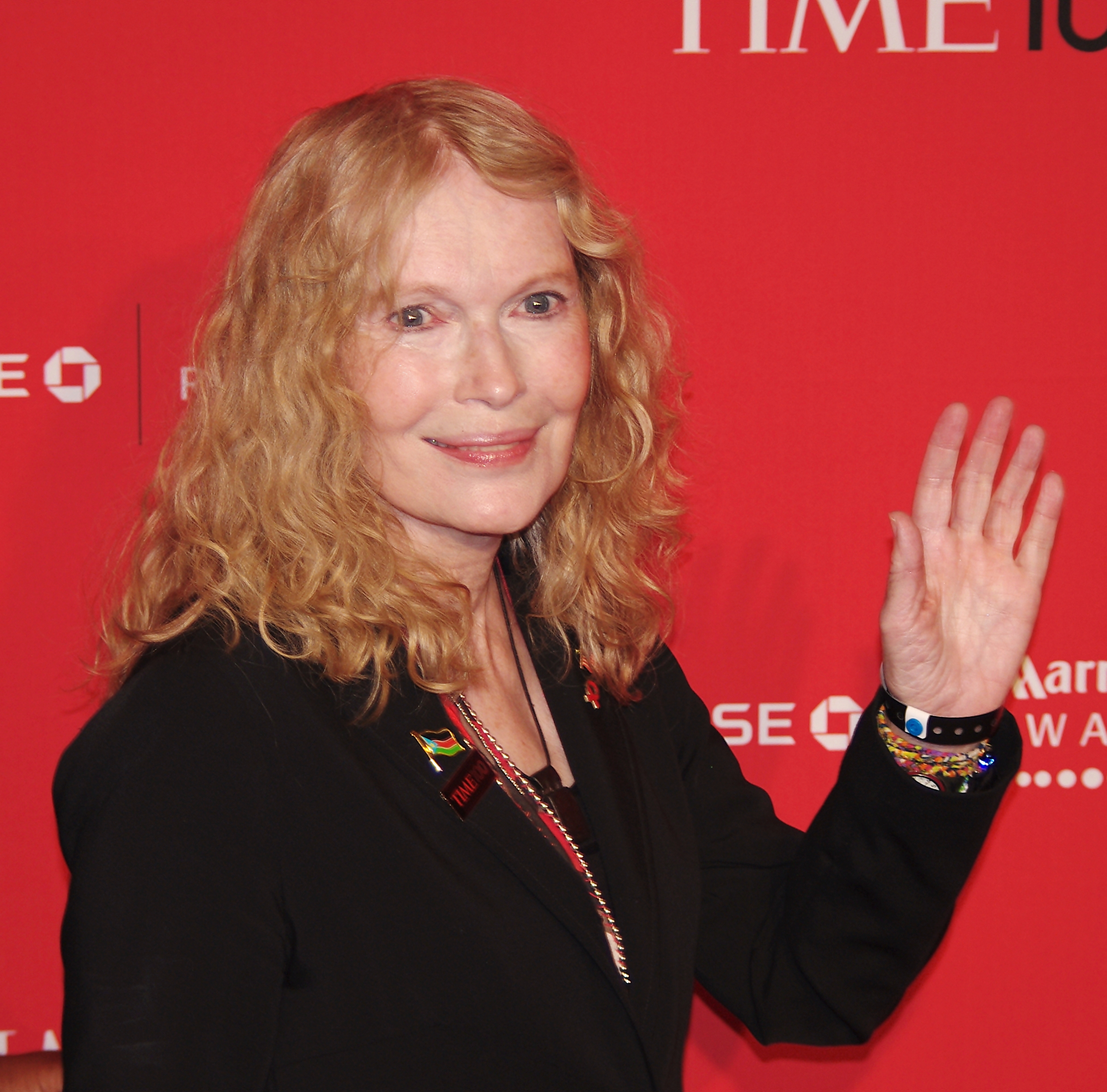
Actrice Mia Farrow (1945)

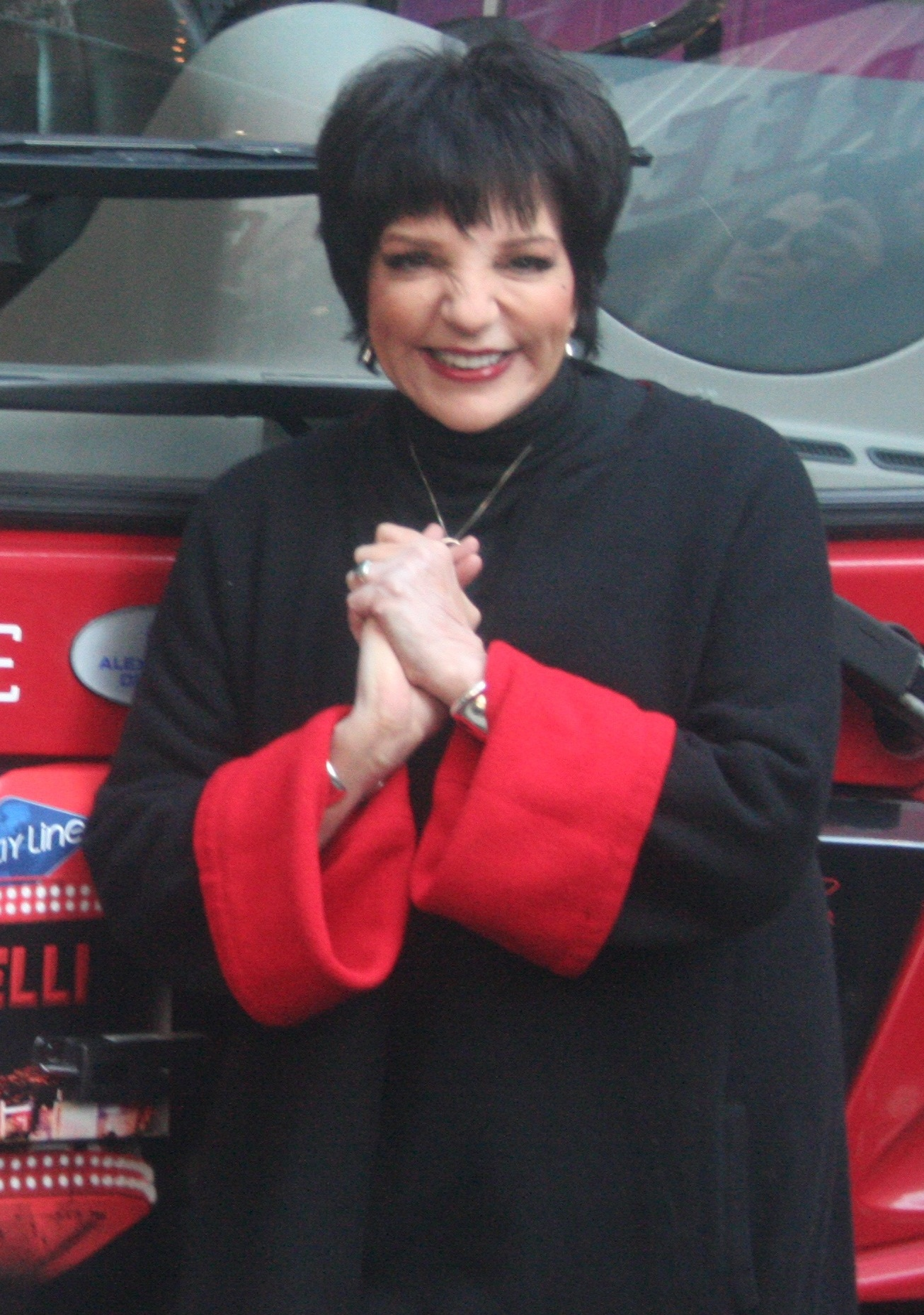
Actrice en zangeres Liza Minnelli (1946)

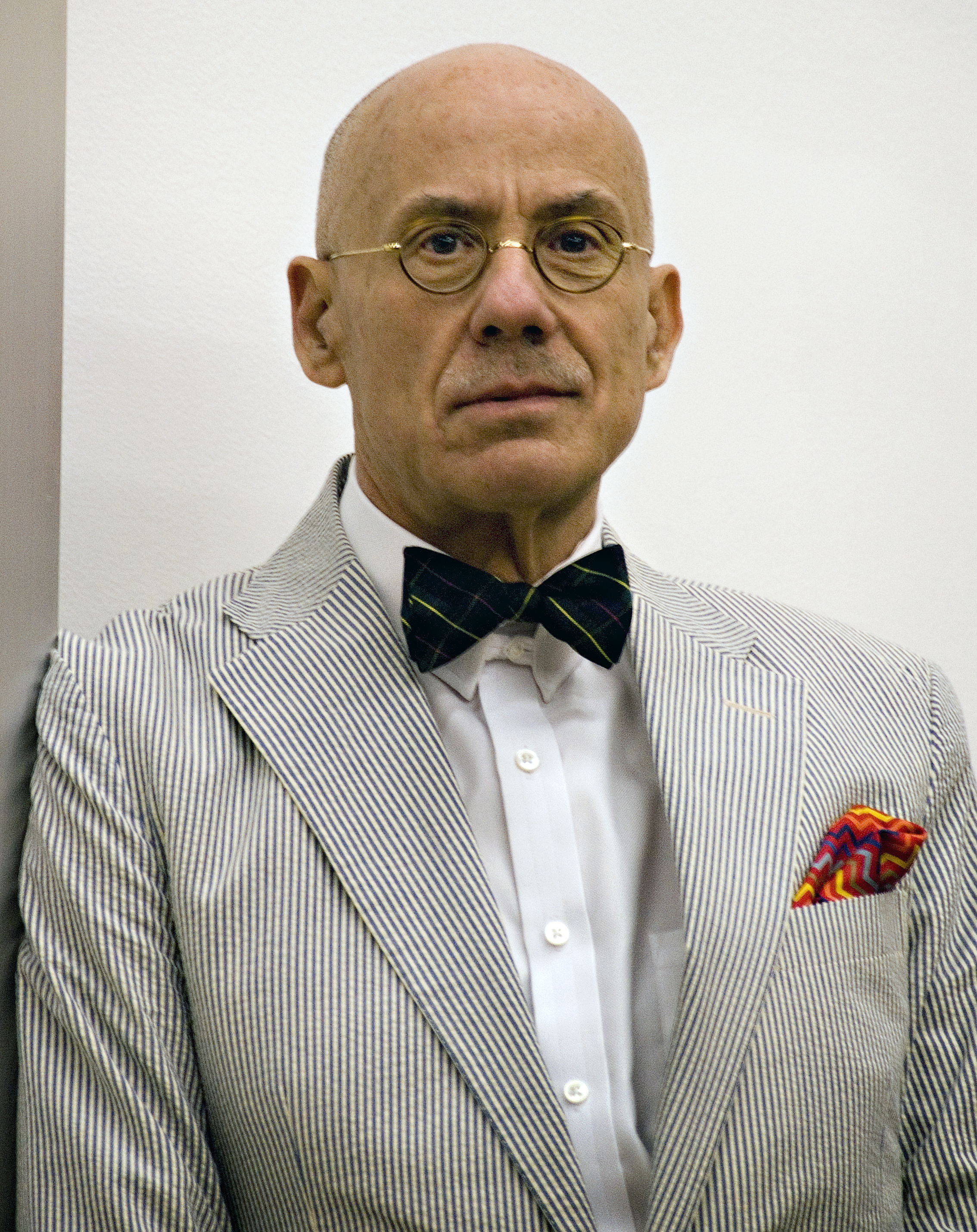
Misdaadauteur James Ellroy (1948)

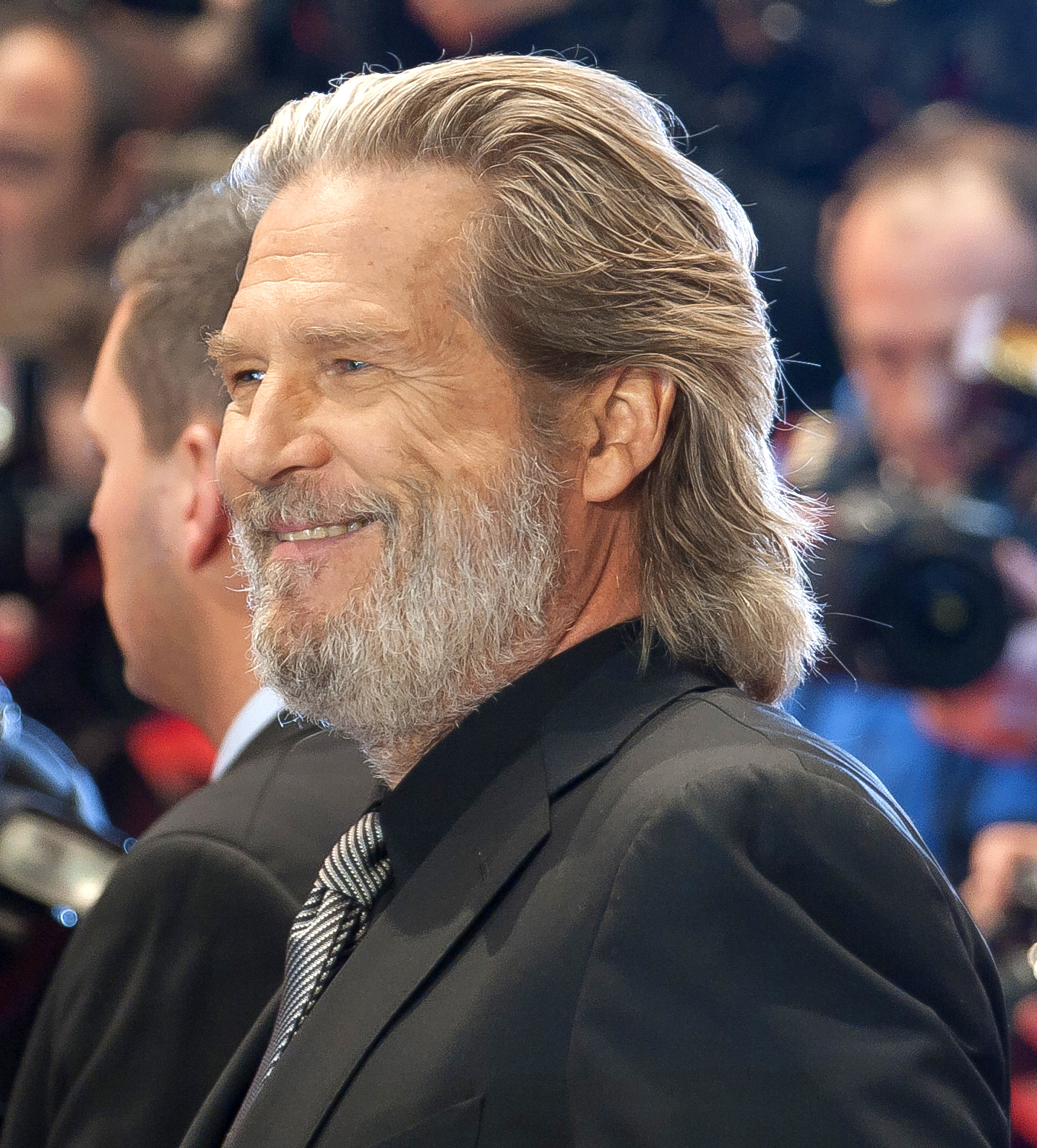
Acteur Jeff Bridges (1949)

- Stephen J. Cannell (1941-2010), filmmaker, acteur, auteur
- David Crosby (1941-2023), gitarist, zanger, liedjesschrijver
- Randy Cunningham (1941), republikeins afgevaardigde
- James Mitchum (1941), acteur
- Ryan O'Neal (1941-2023), acteur
- Charles Shyer (1941-2024), filmregisseur, producent en scriptschrijver
- Ritchie Valens (1941-1959), rock-'n-rollzanger en -gitarist
- Melinda O. Fee (1942), actrice
- Michele Lee (1942), actrice
- Yvette Mimieux (1942-2022), actrice
- Douglas Trumbull (1942-2022), filmregisseur, scenarist, producent
- Sharon Gless (1943), actrice
- Chris Montez (1943), zanger
- Randy Newman (1943), zanger, componist
- Eileen Saki (1943-2023), actrice
- Harry Shearer (1943), acteur, stemacteur, muzikant, auteur, radiopresentator, filmregisseur, filmproducent, scenarioschrijver en komiek
- Jan Brewer (1944), politicus
- Bob Day (1944-2012), atleet
- Chris Hillman (1944), multi-instrumentalist
- Robert Kardashian (1944-2003), advocaat en zakenman
- Leonard Slatkin (1944), dirigent
- Kevin Tighe (1944), acteur en filmregisseur
- Michael Tilson Thomas (1944), dirigent, pianist, componist
- Danny Trejo (1944), acteur
- Lorene Yarnell (1944-2010), mimespeelster, tapdanseres, actrice
- Kim Carnes (1945), singer-songwriter
- Stanley Crouch (1945-2020), jazzdrummer en schrijver-publicist
- Micky Dolenz (1945), drummer, zanger (The Monkees)
- Mia Farrow (1945), actrice
- Raymond Feist (1945), fantasieschrijver
- Jim Gordon (1945-2023), drummer en songwriter
- Burt Ward (1945), acteur
- Bart Braverman (1946), acteur
- Diane Keaton (1946), actrice, producente, regisseuse
- Robby Krieger (1946), muzikant
- Cheech Marin (1946), komiek, acteur
- Michael Milken (1946), bankier, veroordeeld fraudeur
- Liza Minnelli (1946), actrice, zangeres
- John Rubinstein (1946), acteur, filmregisseur
- Susan Saint James (1946), actrice
- Anne Archer (1947), actrice
- Nick Castle (1947), acteur, scenarioschrijver, regisseur
- Ry Cooder (1947), musicus
- Kim Darby (1947), actrice
- Greg Finley (1947), acteur, scenarioschrijver
- Mona Marshall (1947), stemactrice, zangeres
- Edward James Olmos (1947), acteur
- Sylvester (1947-1988), disco- en soulzanger
- Mark Volman (1947), zanger, gitarist en liedjesschrijver (The Turtles, The Mothers of Invention, Flo & Eddie)
- Cindy Williams (1947-2023), actrice en filmproducente
- Michael Berryman (1948), acteur
- James Ellroy (1948), misdaadauteur
- Barbara Hershey (1948), actrice
- Craig Safan (1948), componist van filmmuziek
- Ed Begley jr. (1949), acteur
- Jeff Bridges (1949), acteur
- Wayne Collett (1949-2010), atleet
- Allan Graf (1949), acteur, stuntman en filmregisseur

### 1950–1959

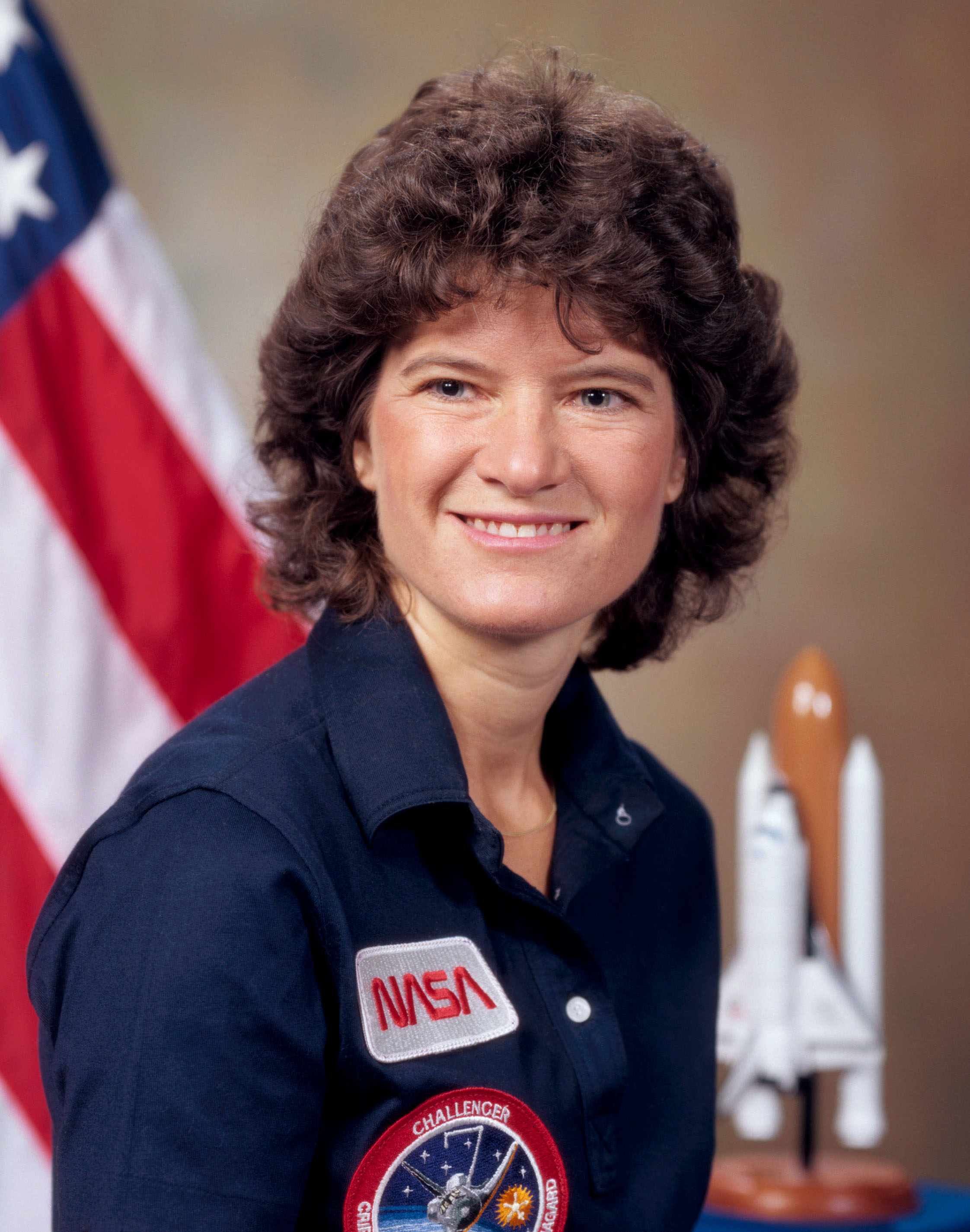
Natuurkundige en astronaute Sally Ride (1951-2012) in 1984

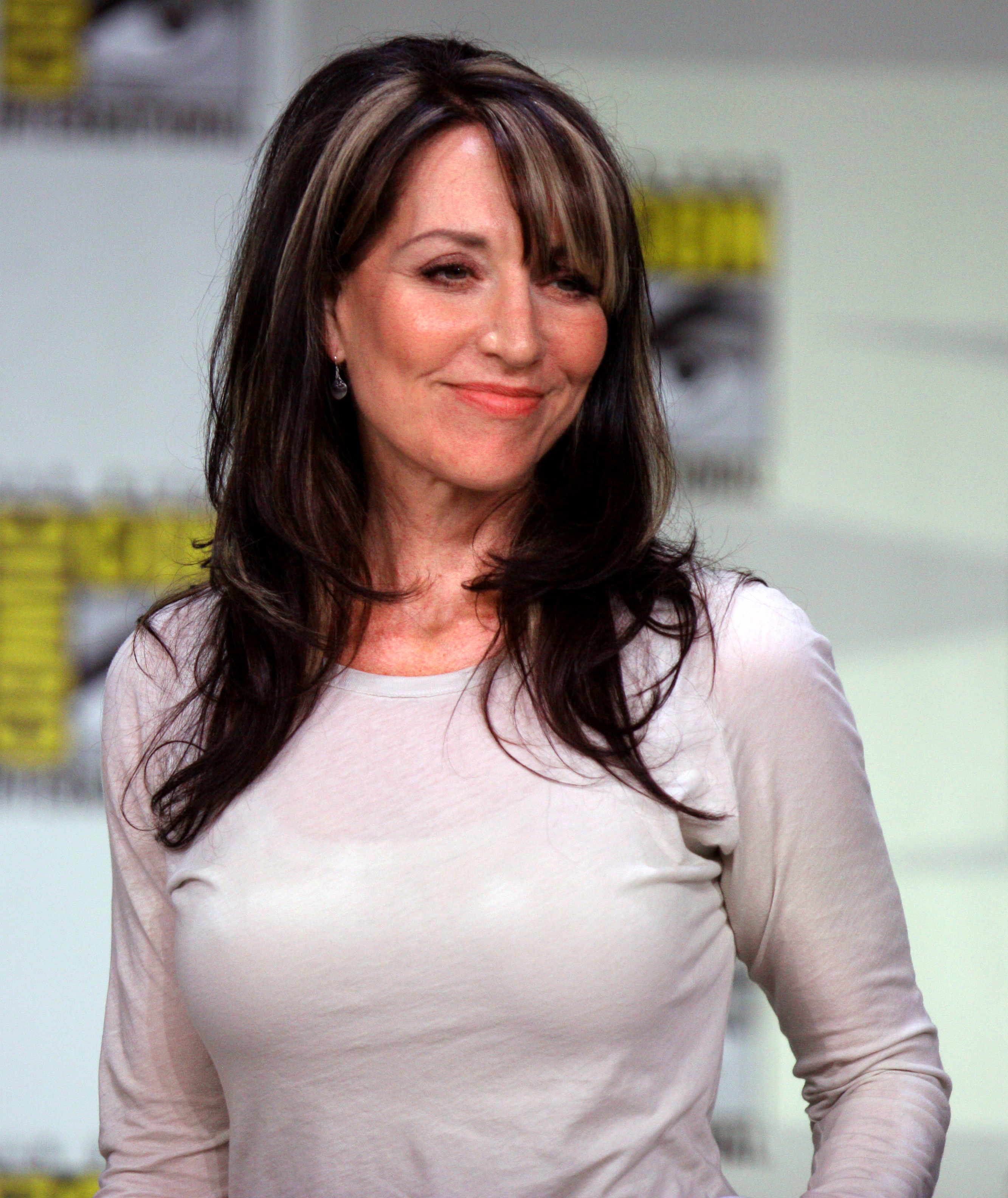
Actrice en zangeres Katey Sagal (1954)

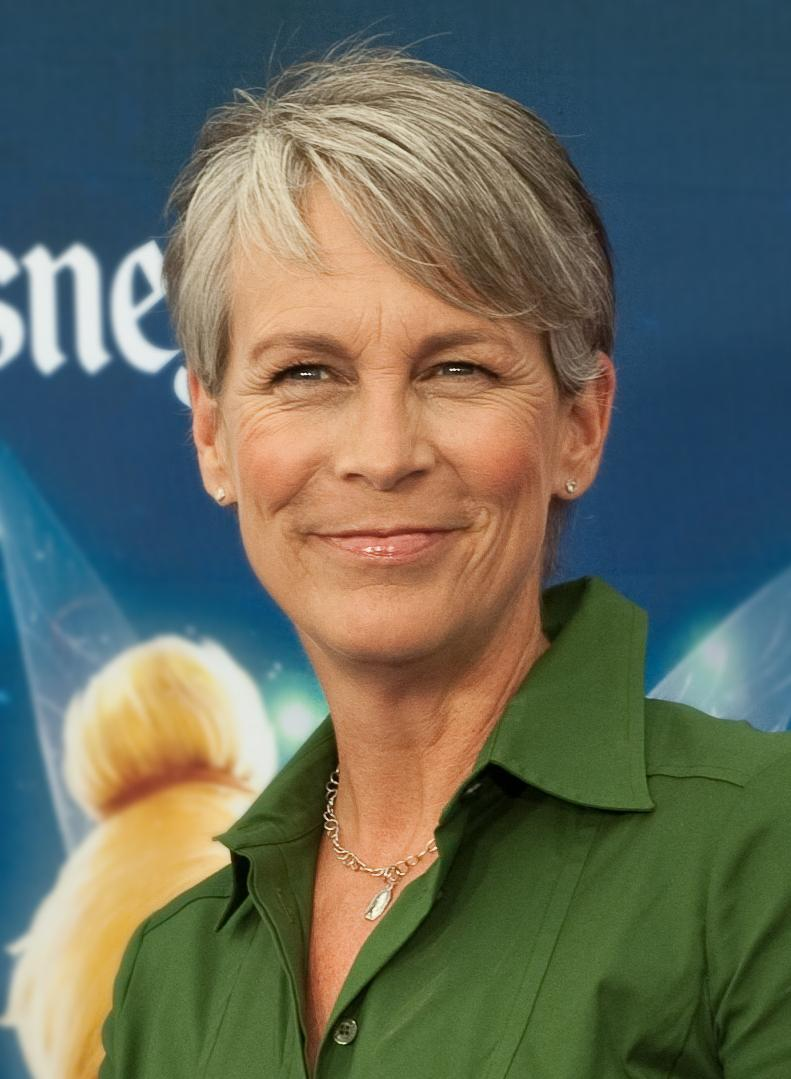
Actrice en auteur Jamie Lee Curtis (1958)

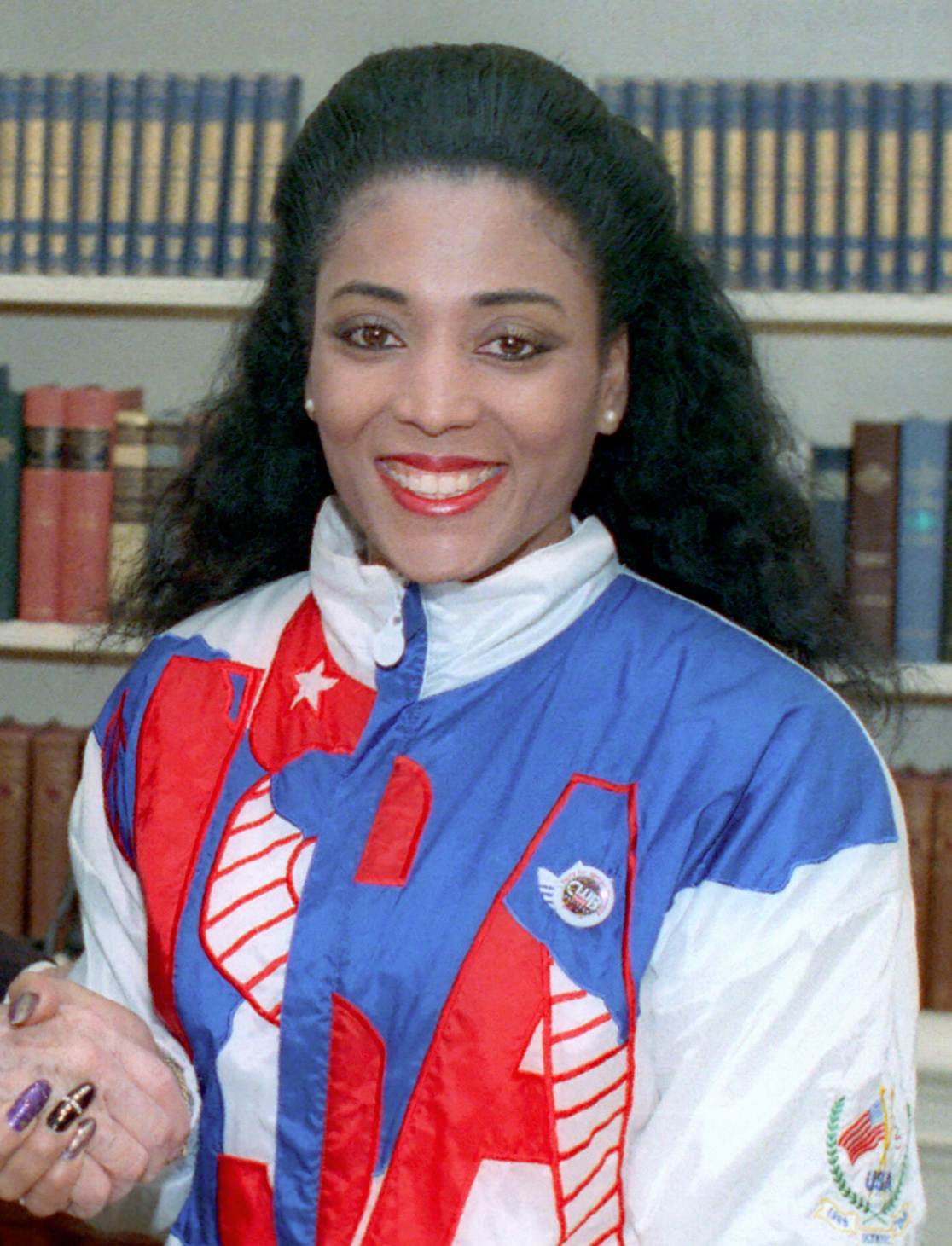
Atlete Florence Griffith-Joyner (1959-1998)

#### 1950
- Natalie Cole (1950-2015), zangeres, actrice
- Julie Kavner (1950), (stem)actrice, comédienne
- Eric Pierpoint (1950), acteur

#### 1951
- Morgan Brittany (1951), actrice
- Tisa Farrow (1951-2024), actrice
- Michael Freedman (1951), wiskundige
- Brian Grazer (1951), film- en televisieproducent
- Keb' Mo' (1951), bluesmuzikant
- James Newton Howard (1951), filmcomponist
- Romina Power (1951), Italiaans-Amerikaanse actrice en zangeres
- Sally Ride (1951-2012), natuurkundige, astronaute
- Robert Shields (1951), pantomimespeler

#### 1952
- Roy Campbell (1952-2014), jazz-trompettist, kornettist en bugelist
- Lee Ritenour (1952), jazzgitarist
- Herb Ritts (1952-2002), fotograaf

#### 1953
- Karen Bass (1953), politica
- Danny Elfman (1953), filmmuziekcomponist
- James Horner (1953-2015), componist
- Kay Lenz (1953), actrice
- Shuggie Otis (1953), singer-songwriter, multi-instrumentalist
- Taryn Power (1953-2020), actrice
- Deborah Raffin (1953-2012), actrice
- Marco Rodríguez (1953), acteur
- Charles Martin Smith (1953), acteur, scenarioschrijver en regisseur
- Dwight Stones (1953), hoogspringer, verslaggever
- Antonio Villaraigosa (1953), burgemeester van Los Angeles

#### 1954
- Richard Bekins (1954), acteur
- Corbin Bernsen (1954), acteur
- Robert Carradine (1954), acteur
- Kevin Chilton (1954), astronaut
- Katey Sagal (1954), actrice, zangeres
- Larry Wall (1954), softwareontwikkelaar

#### 1955
- Leigh McCloskey (1955), acteur
- Thomas Newman (1955), filmcomponist
- Branscombe Richmond (1955), acteur, stuntman en filmproducent
- James Saito (1955), acteur
- Sam Simon (1955-2015), scenarioschrijver

#### 1956
- Bob Carlisle (1956), zanger en songwriter
- Maureen McCormick (1956), actrice
- Gary Ross (1956), filmregisseur, scenarioschrijver
- Melody Thomas Scott (1956), actrice
- Rita Wilson (1956), actrice

#### 1957
- Gerald Albright (1957), jazzsaxofonist
- Cam Clarke (1957), (stem)acteur, zanger
- Diane Delano (1957-2024), actrice
- Ann Goldstein (1957), museumdirecteur
- Jon Lovitz (1957), komiek, acteur
- Christopher Murray (1957), acteur

#### 1958
- Belinda Carlisle (1958), zangeres
- Jamie Lee Curtis (1958), actrice, auteur van kinderboeken
- Roxann Dawson (1958), actrice
- Siedah Garrett (1958), zangeres en songwriter
- Kym Karath (1958), actrice
- Megan Mullally (1958), actrice
- Ellen Ochoa (1958), astronaute
- Cyril O'Reilly (1958), acteur, scenarioschrijver, filmproducent
- Madeleine Stowe (1958), actrice
- Jennifer Tilly (1958), actrice

#### 1959
- Mary Crosby (1959), actrice
- Cherie Currie (1959), zangeres en actrice
- Alfonso Freeman (1959), acteur
- Florence Griffith-Joyner (1959-1998), atlete, olympisch sprintkampioene
- Susanna Hoffs (1959), zangeres The Bangles
- Val Kilmer (1959-2025), acteur
- Neal H. Moritz (1959), filmproducent
- Pat Smear (1959), rockgitarist

### 1960–1969

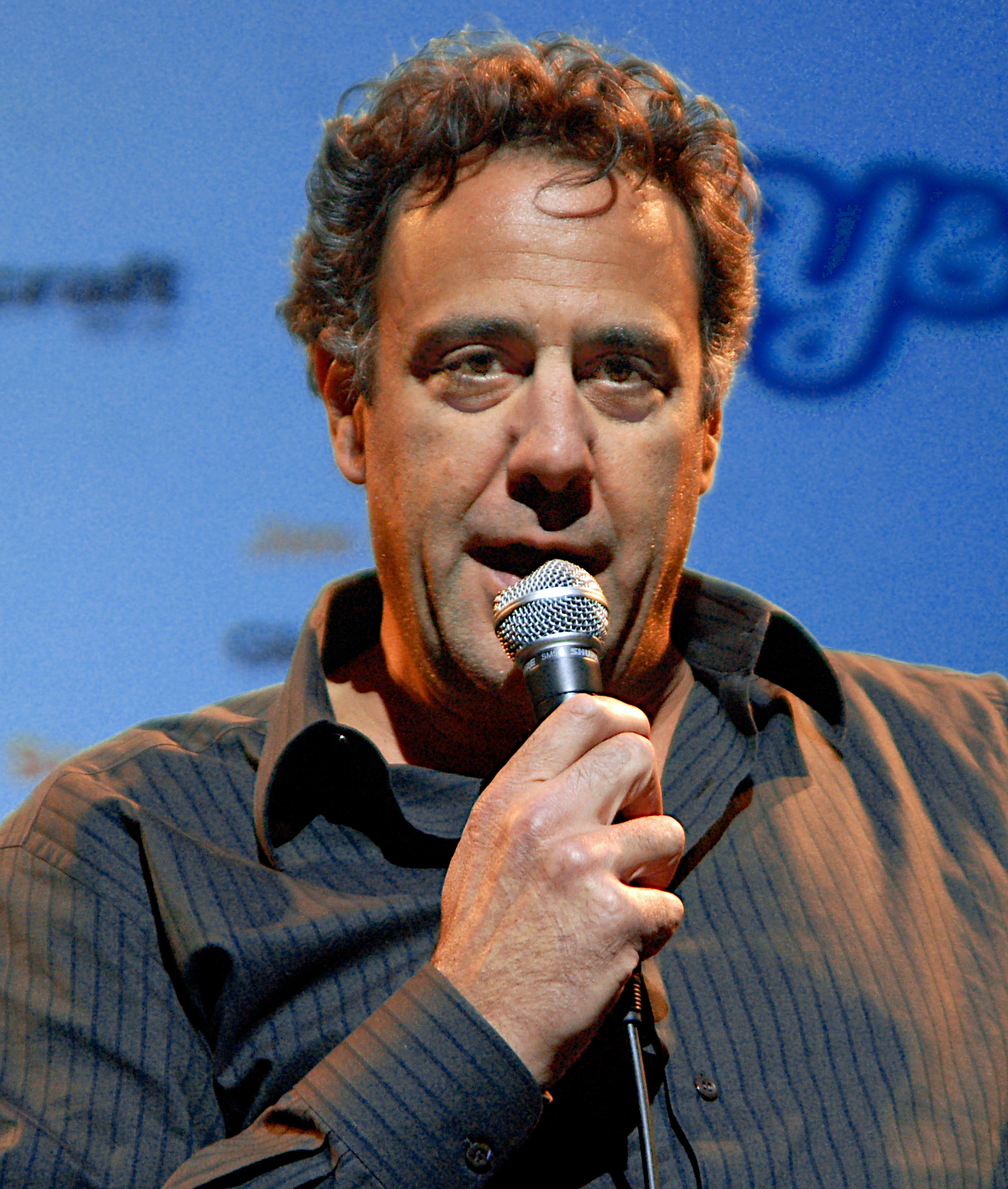
Acteur en komiek Brad Garrett (1960)

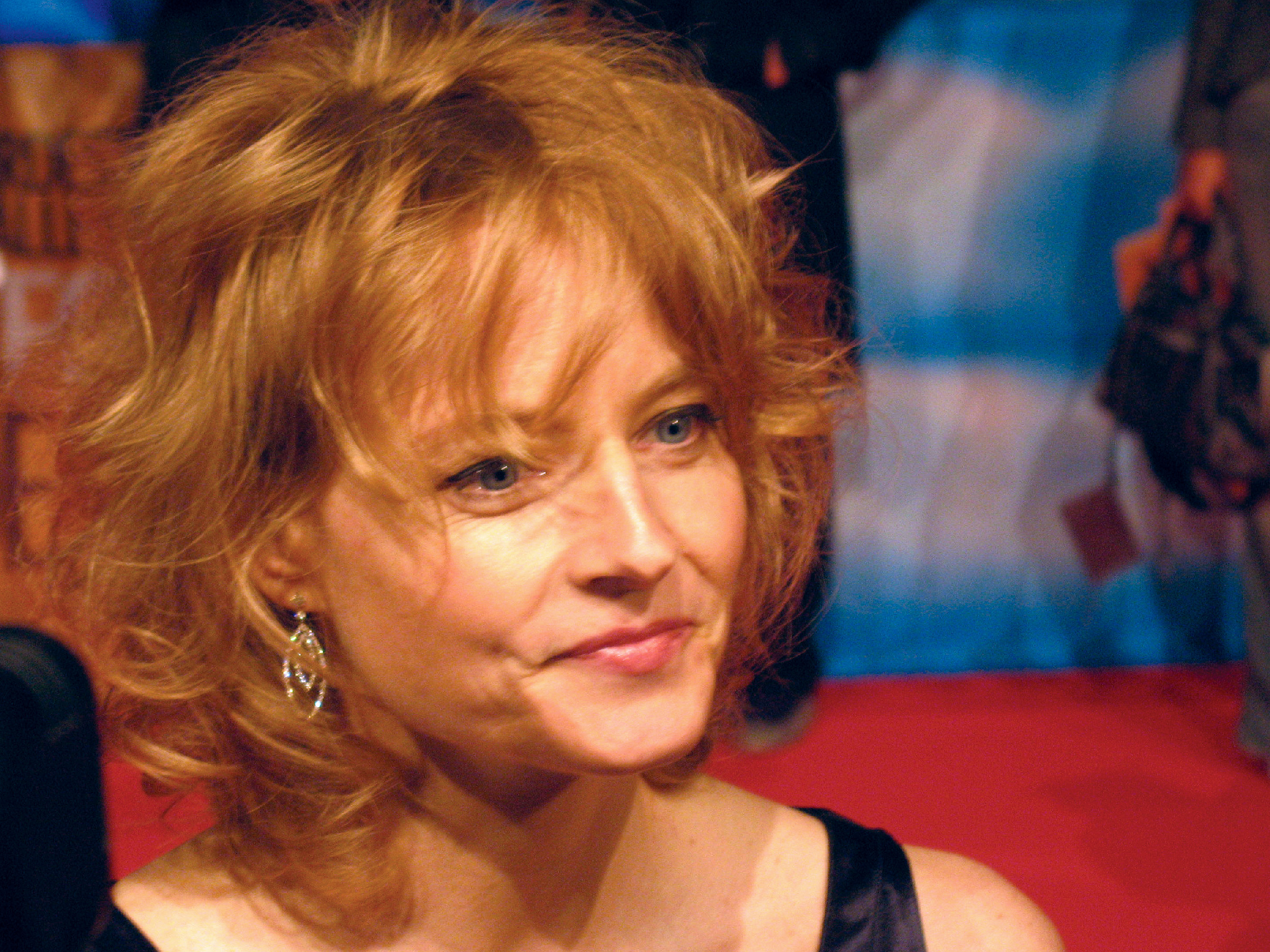
Actrice en filmregisseuse Jodie Foster (1962)

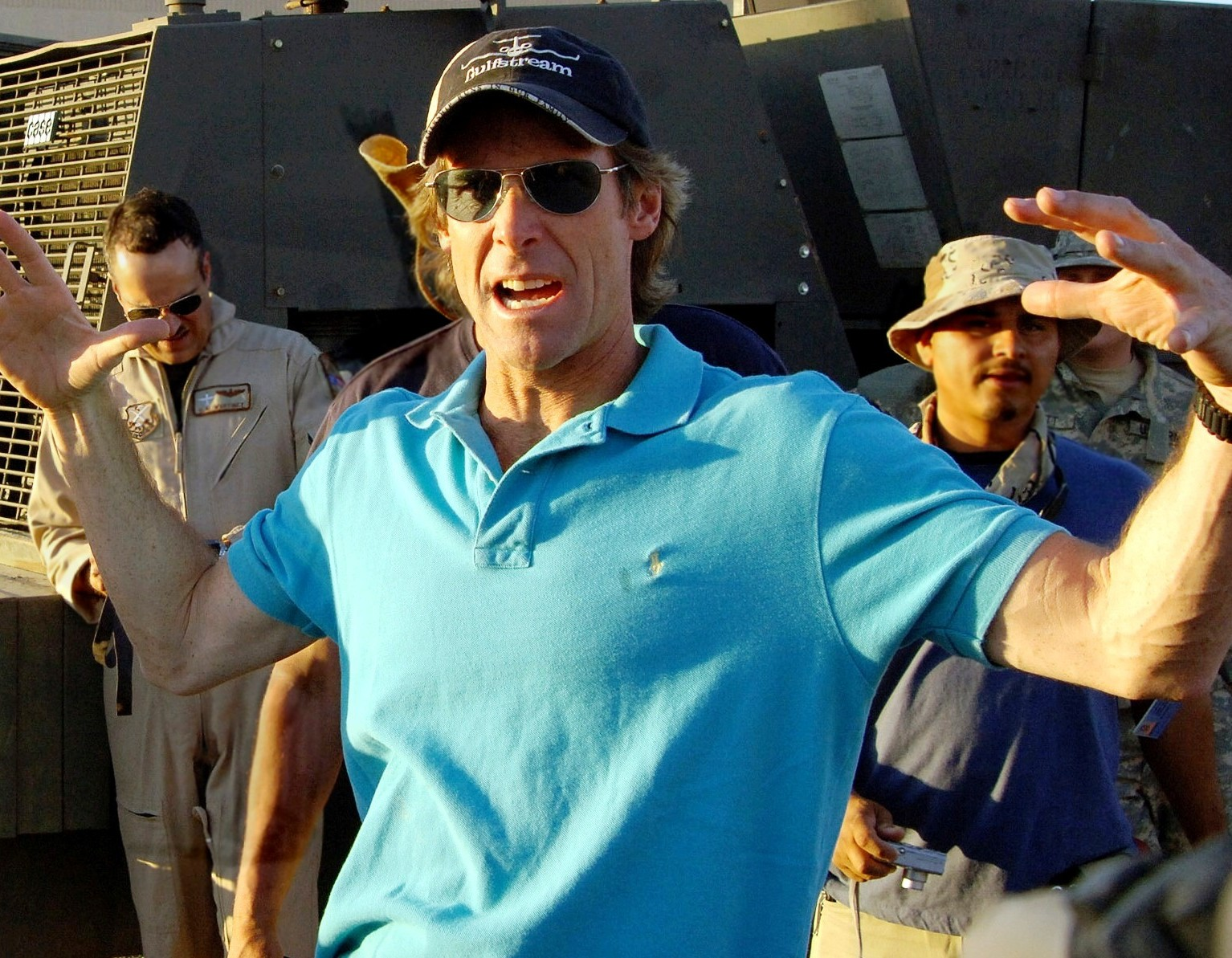
Filmregisseur en producent Michael Bay (1965)

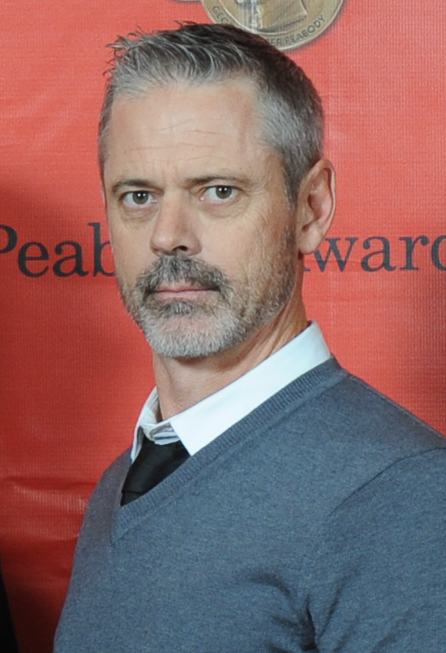
Acteur en filmregisseur C. Thomas Howell (1966) in 2013

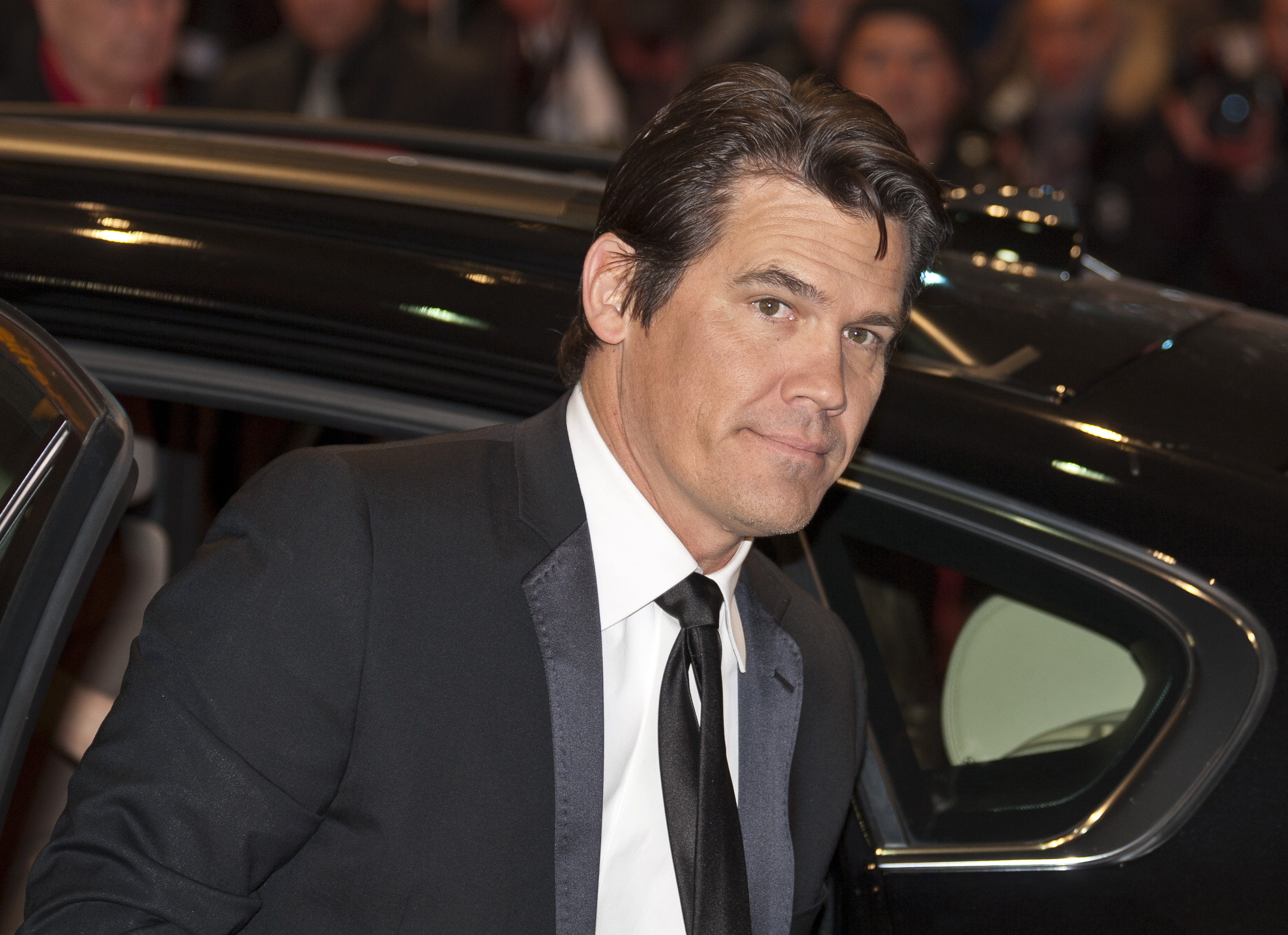
Acteur Josh Brolin (1968)

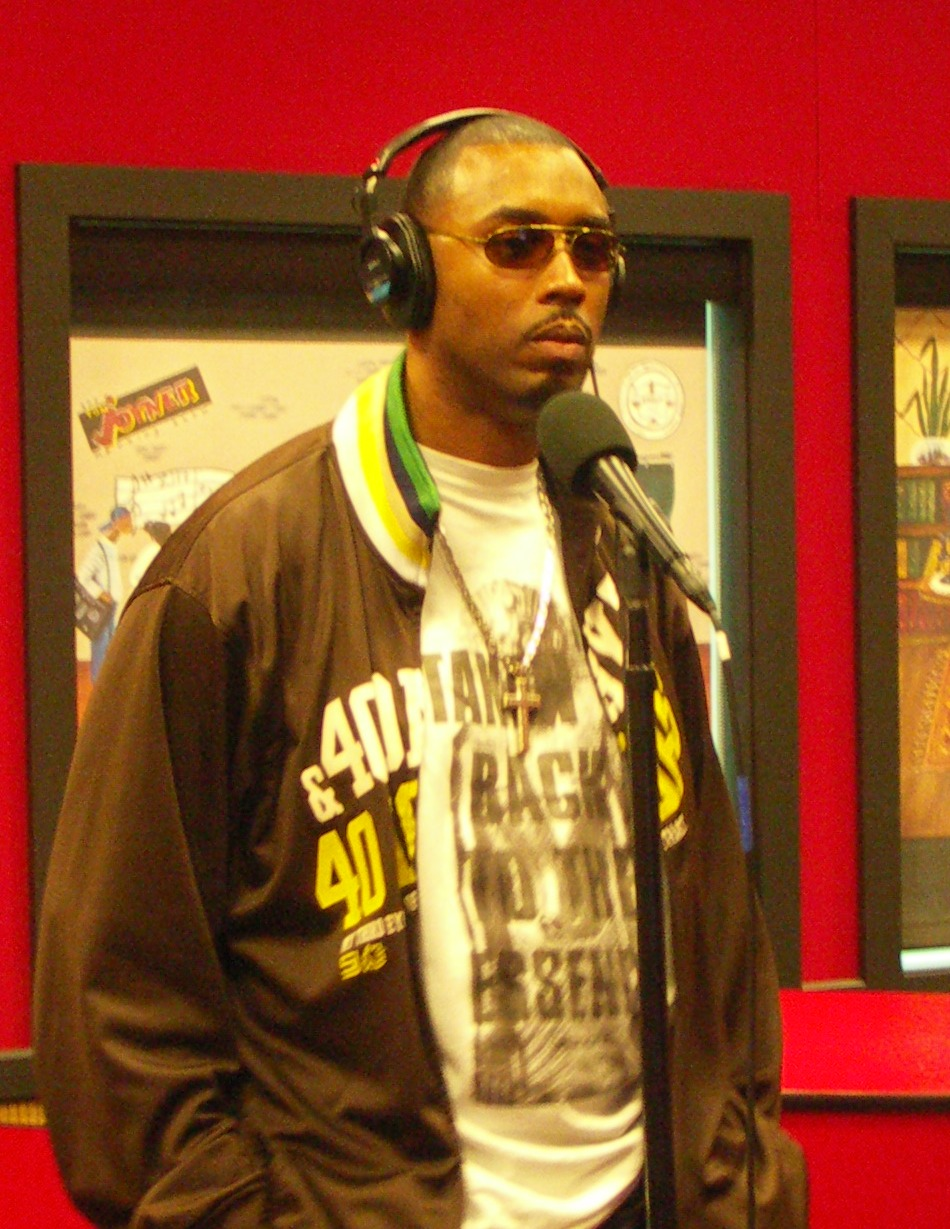
Zanger Montell Jordan (1968)

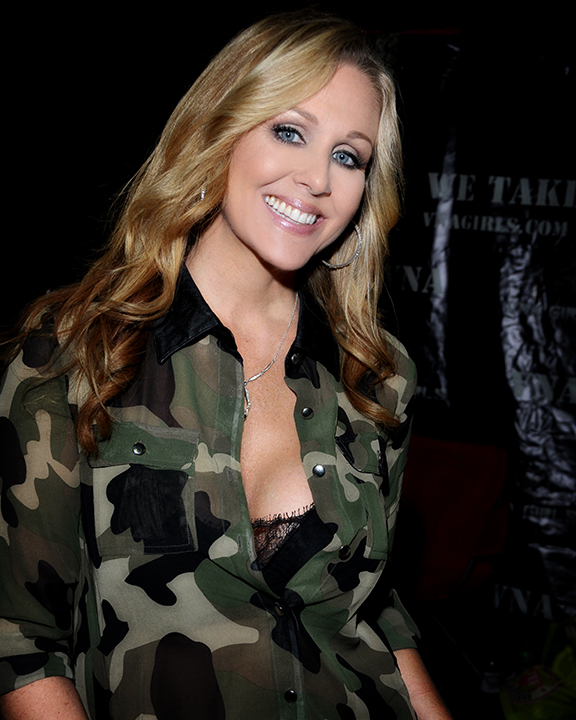
Pornoactrice Julia Ann (1969)

#### 1960
- Barbara Broccoli (1960), filmproducent
- Lisa Coleman (1960), muzikante en componiste
- Larry Fong (1960), cameraman
- Brad Garrett (1960), acteur, komiek
- Jenette Goldstein (1960), actrice
- Tony Goldwyn (1960), acteur, regisseur
- Arye Gross (1960), acteur
- Anne-Marie Johnson (1960), actrice
- Tony Robbins (1960), personal coach, spreker en schrijver
- John Schwartzman (1960), cameraman

#### 1961
- Mary Kay Bergman (1961-1999), (stem)actrice
- Steven Eckholdt (1961), acteur
- Leif Garrett (1961), zanger, acteur
- Todd Haynes (1961), filmregisseur, scenarioschrijver en filmproducent
- Elizabeth Keifer (1961), actrice
- Mary Beth McDonough (1961), actrice
- Lisa Moretti (1961), professioneel worstelaarster
- Mike Pniewski (1961), acteur

#### 1962
- David Brenner (1962-2022), filmeditor
- Patrick Cassidy (1962), acteur
- Sheila Cornell (1962), softbalster
- Jodie Foster (1962), actrice, filmregisseuse
- Tim Guinee (1962), acteur
- Jennifer Jason Leigh (1962), actrice, producente, regisseuse, scriptschrijfster
- Ron McGovney (1962), bassist
- Kristy McNichol (1962), actrice
- Kevin Willis (1962), basketballer

#### 1963
- Ash Adams (1963), acteur, filmproducent, filmregisseur, scenarioschrijver
- Scott Colley (1963), jazzmuzikant
- Chris Ferguson (1963), pokerspeler
- Spencer Garrett (1963), acteur, filmproducent
- Regina Jacobs (1963), atlete
- Lisa Kudrow (1963), actrice
- Scott Lawrence (1963), acteur
- Tatum O'Neal (1963), actrice, voormalig kindster
- Faran Tahir (1963), acteur
- Dylan Walsh (1963), acteur

#### 1964
- Judie Aronson (1964), actrice
- David Bowe (1964), acteur
- Bret Easton Ellis (1964), auteur
- Bridget Fonda (1964), actrice
- Melissa Gilbert (1964), actrice
- LisaGay Hamilton (1964), actrice, filmregisseuse en -producente
- Mariska Hargitay (1964), actrice
- Christopher Judge (1964), acteur
- Wendy Kilbourne (1964), actrice
- Kerry King (1964), gitarist (Slayer)
- Wendy Melvoin (1964), gitariste, singer-songwriter
- Penelope Ann Miller (1964), actrice
- Theresa Randle (1964), actrice
- Reg Rogers (1964), acteur
- Garth Stein (1964), schrijver en cineast
- Yvette Wilson (1964-2012), actrice

#### 1965
- Michael Bay (1965), filmregisseur, producent
- Deezer D (1965-2021), acteur en rapper
- Nadia Dajani (1965), actrice
- Heidi Fleiss (1965), prostituee, madam, crimineel
- Courtney Gains (1965), acteur, filmproducent, scenarioschrijver en muzikant
- Patrick Labyorteaux (1965), acteur
- Juliet Landau (1965), actrice
- Chris Penn (1965-2006), acteur

#### 1966
- Jullian Dulce Vida (1966), acteur, scenarioschrijver, filmregisseur, -producent en -editor
- Amanda Foreman (1966), actrice
- Lisa Fuller (1966), actrice
- Gabriella Hall (1966), actrice en model
- C. Thomas Howell (1966), acteur, filmregisseur, filmproducent en scenarioschrijver
- Matthew Labyorteaux (1966), acteur
- Ashley Laurence (1966), actrice
- Jason Scott Lee (1966), acteur
- Bellina Logan (1966), actrice
- Mary Elizabeth McGlynn (1966), zangeres, actrice, stemactrice
- John Olivas (1966), astronaut
- Karyn Parsons (1966), actrice
- Hope Sandoval (1966), zangeres
- Bobby Schayer (1966), drummer
- Amy Sherman-Palladino (1966), tv-producente, regisseuse en scenarioschrijfster
- Jonathan Silverman (1966), acteur, filmproducent en filmregisseur
- Tone-Lōc (1966; echte naam Anthony Terrell Smith), hiphopartiest, (stem)acteur
- Kevin Young (1966), hordeloper

#### 1967
- Leslie Bega (1967), actrice
- Matthew Borlenghi (1967), acteur
- Laura Dern (1967), actrice
- Joe Flanigan (1967), acteur
- Mike Marsh (1967), sprinter
- Jenna Stern (1967), actrice

#### 1968
- Josh Brolin (1968), acteur
- Brennan Brown (1968), acteur
- Montell Jordan (1968), zanger
- Ashley Judd (1968), actrice
- John Singleton (1968), filmregisseur, -producent en -scenarioschrijver
- Jolene Watanabe (1968-2019), tennisspeelster
- Roy Z (1968), gitarist, componist en producer

#### 1969
- Julia Ann (1969), pornoactrice
- J. Trevor Edmond (1969), acteur
- Bodhi Elfman (1969), acteur
- Patrick Fischler (1969), acteur
- Alexandra Hedison (1969), actrice, fotograaf, televisiepresentatrice en regisseur
- Laurie Holden (1969), Amerikaans-Canadese televisie- en filmactrice
- Ice Cube (1969), rapper
- Steve Lewis (1969), sprinter
- Elizabeth Marvel (1969), actrice
- Andrew Rothenberg (1969), acteur
- Megan Ward (1969), actrice
- Dweezil Zappa (1969), gitarist

### 1970–1979

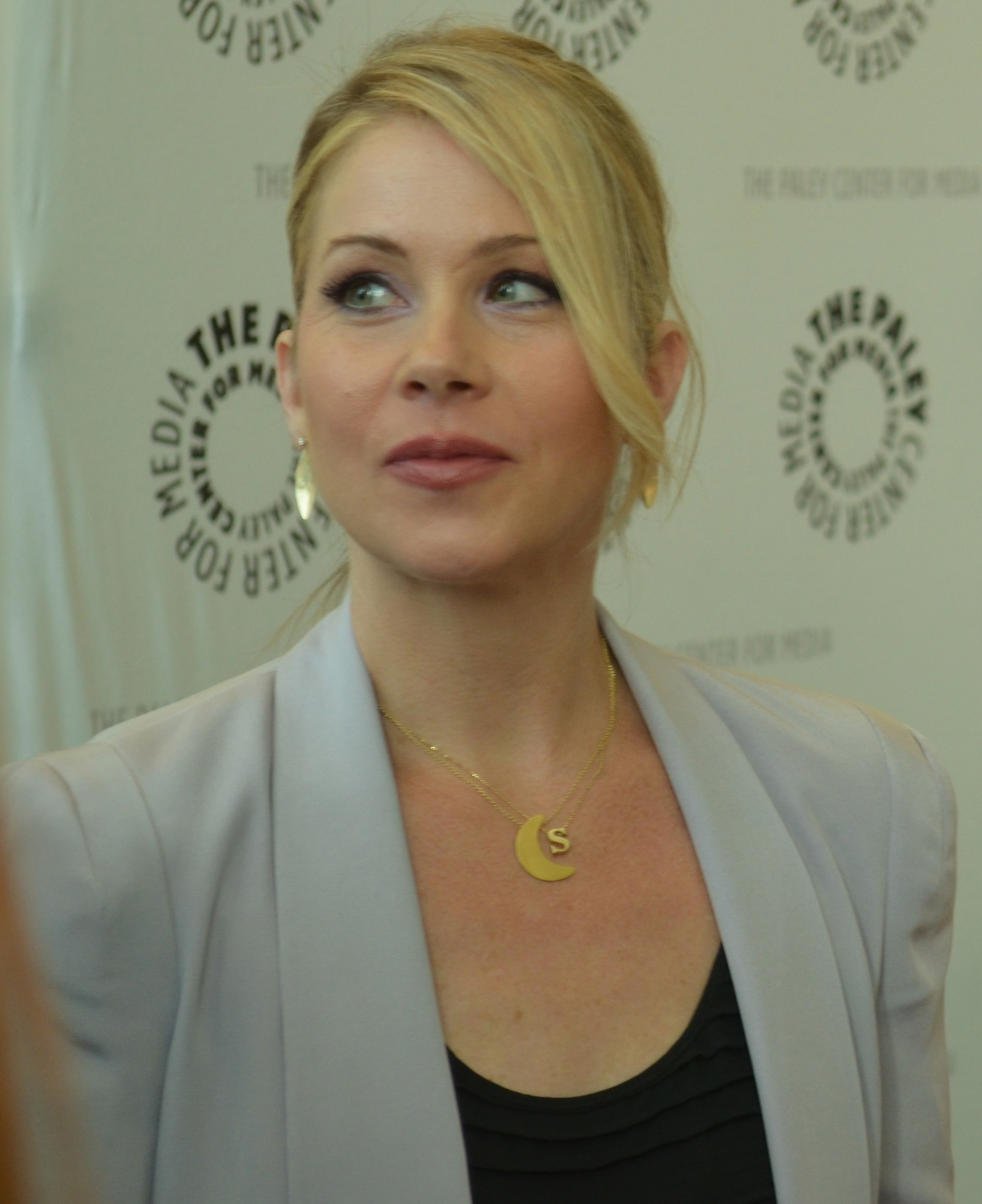
Actrice Christina Applegate (1971)

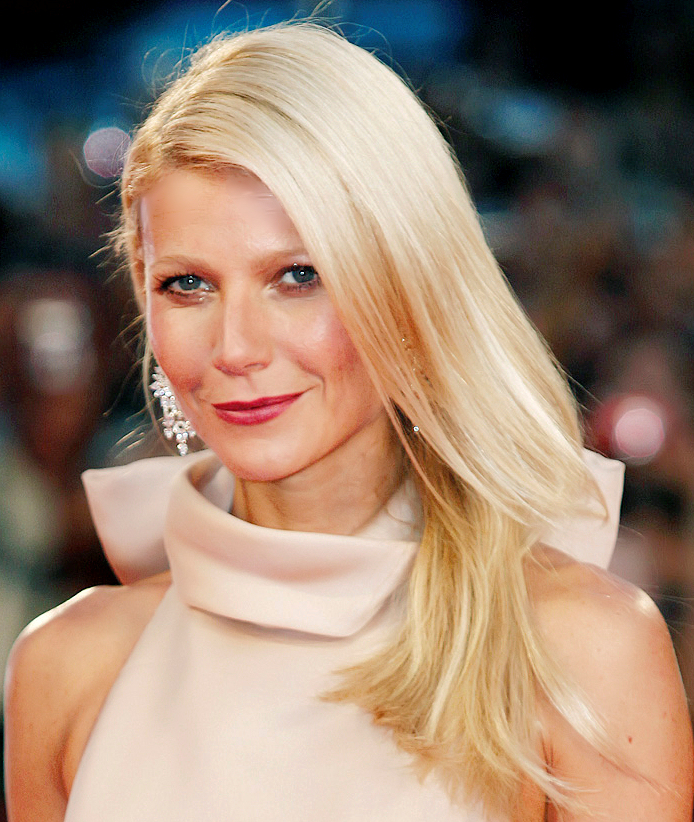
Actrice Gwyneth Paltrow (1972)

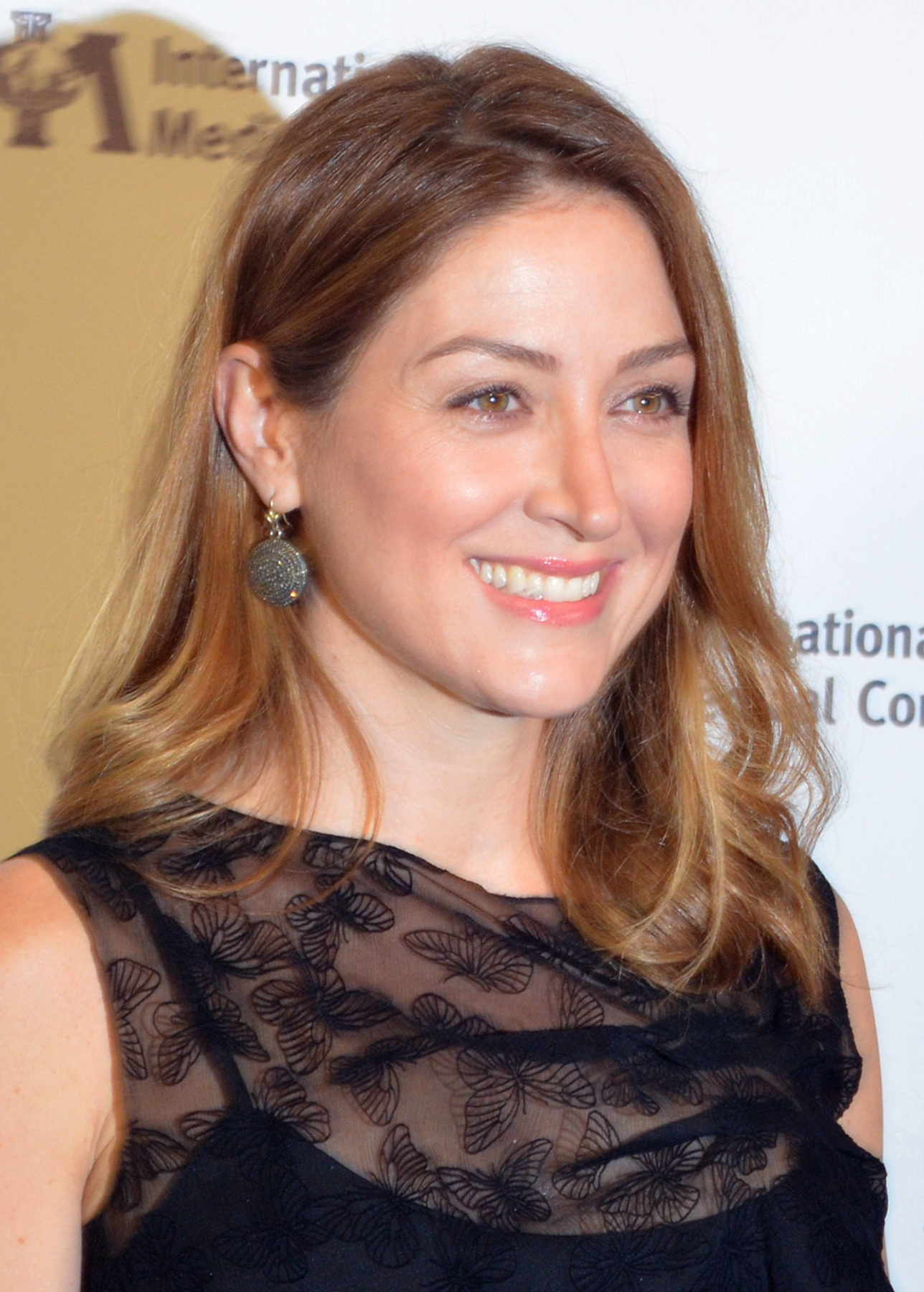
Actrice Sasha Alexander (1973)

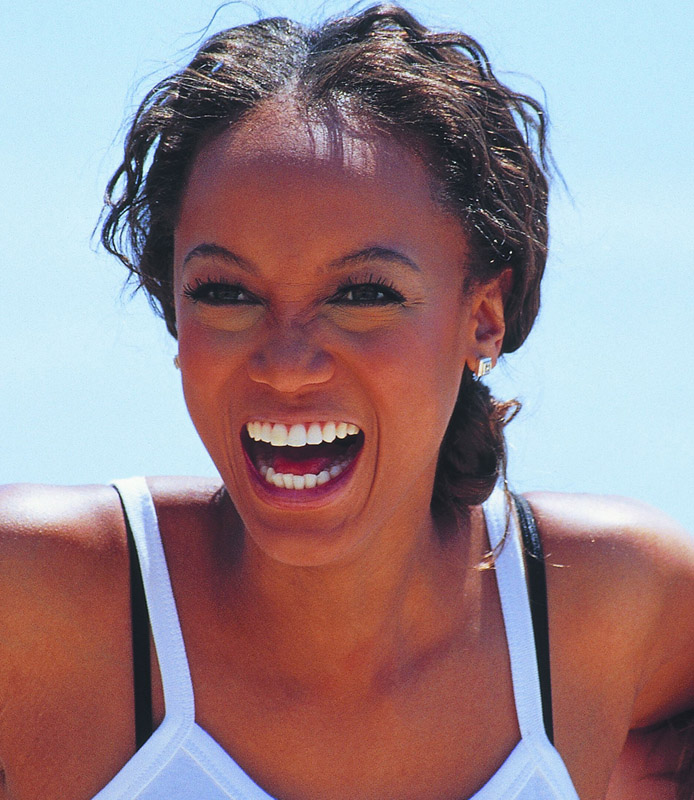
Model en presentatrice Tyra Banks (1973)

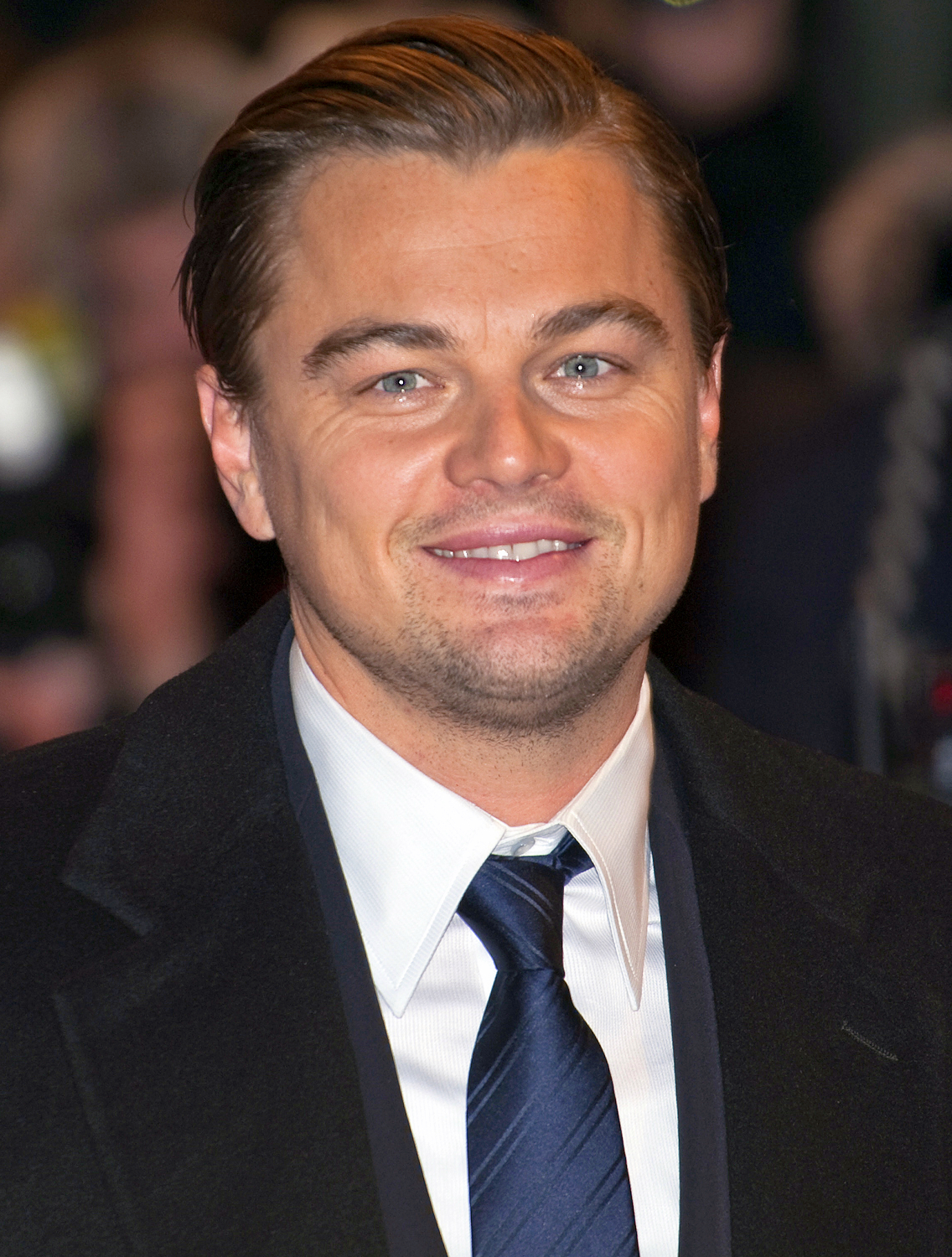
Acteur Leonardo DiCaprio (1974)

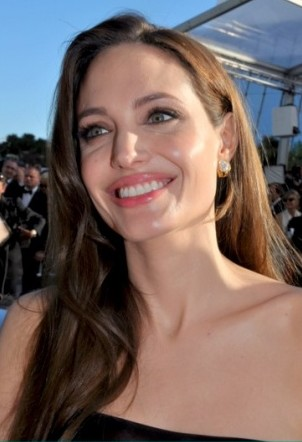
Actrice Angelina Jolie (1975)

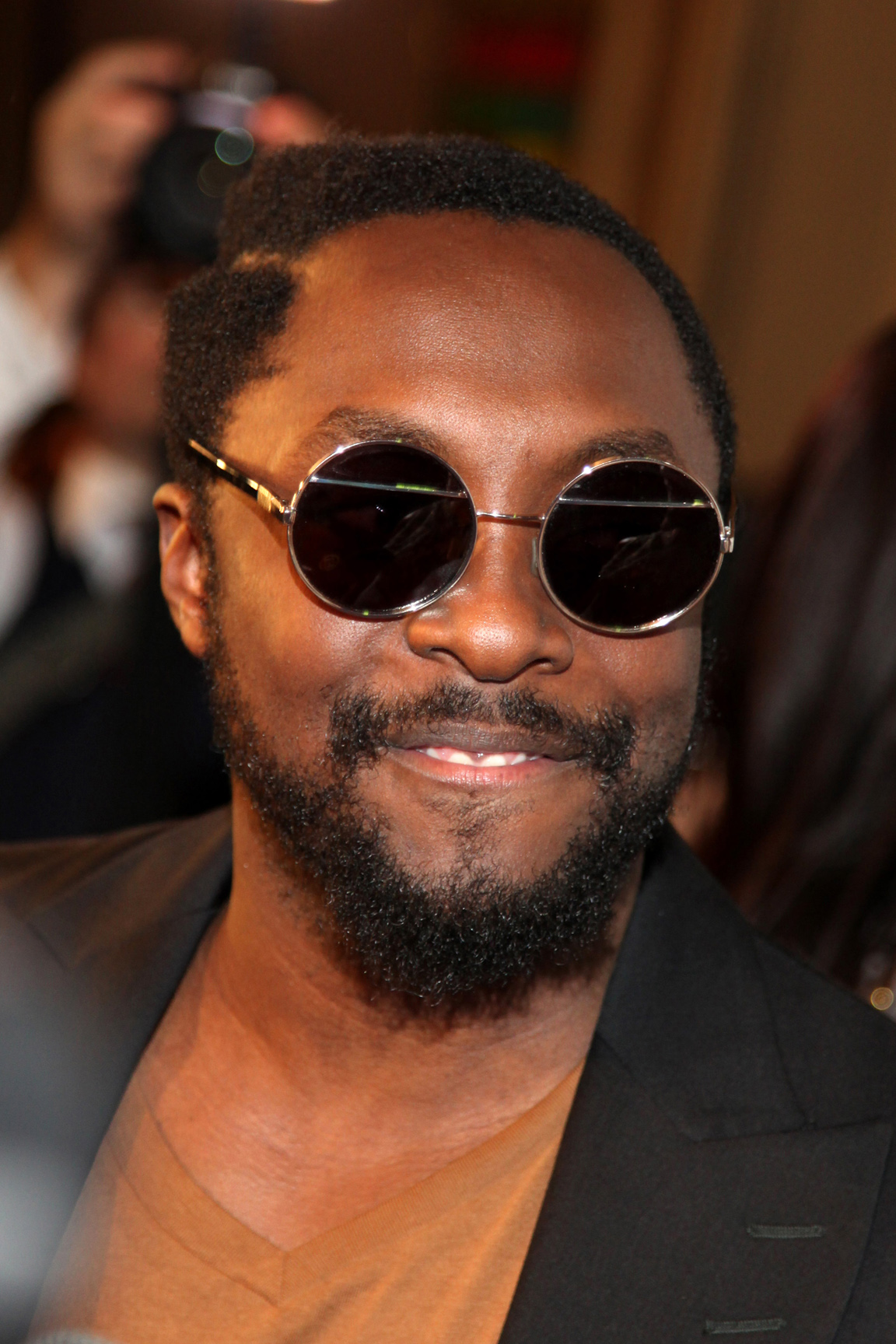
Rapper, producent en acteur Will.i.am (1975)

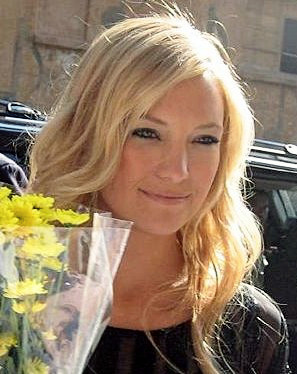
Actrice Kate Hudson (1979)

#### 1970
- Paul Thomas Anderson (1970), regisseur, scenarioschrijver
- Edoardo Ballerini (1970), Amerikaans/Italiaans acteur
- Beck (1970), singer-songwriter, multi-instrumentalist
- Frank Delgado (1970), muzikant
- Grant Imahara (1970-2020), elektrotechnicus en tv-presentator
- Elizabeth Mitchell (1970), actrice
- Teri Moïse, soulzangeres (overleden 2013)
- Marco Sanchez (1970), acteur en filmproducent
- Tim Story (1970), filmregisseur, filmproducent en scenarioschrijver
- Natasha Gregson Wagner (1970), actrice
- Kevin Weisman (1970), acteur
- Kelli Williams (1970), actrice
- Kitty Yung (1970-2004), pornoactrice

#### 1971
- Christina Applegate (1971), actrice
- John Asher (1971), acteur, filmproducent, filmregisseur en scenarioschrijver
- Nicholas Brendon (1971), acteur en stripauteur
- Jake Busey (1971), acteur
- Jenna Elfman (1971), actrice
- Eric Garcetti (1971), burgemeester van Los Angeles
- Noah Hathaway (1971), acteur
- Regina King (1971), film- en televisieactrice
- Gregory Porter (1971), jazzzanger
- Morgan Weisser (1971), acteur

#### 1972
- Keith Ferguson (1972), acteur en komiek
- Paul Gray (1972-2010), bassist (Slipknot)
- Beth Hart (1972), zangeres
- Jon Heidenreich (1972), professioneel worstelaar
- Gwyneth Paltrow (1972), actrice

#### 1973
- Sasha Alexander (1973), actrice
- Mackenzie Astin (1973), acteur
- Tyra Banks (1973), supermodel, presentatrice
- Jennifer Crystal (1973), actrice
- Josie Davis (1973), actrice, filmproducente
- Troy Garity (1973), acteur
- Jenny Johnson Jordan (1973), beachvolleyballer
- Heidi Lenhart (1973), actrice
- Juliette Lewis (1973), actrice, zangeres
- Alex Padilla (1973), politicus

#### 1974
- Carmit Bachar (1974), danseres, zangeres, actrice
- Ever Carradine (1974), actrice
- Leonardo DiCaprio (1974), acteur
- David Faustino (1974), acteur, zanger
- Mark-Paul Gosselaar (1974), acteur
- Jenna Leigh Green (1974), actrice
- Grace Park (1974), actrice
- Randall Park (1974), acteur, filmregisseur, scenarioschrijver en komiek
- Giovanni Ribisi (1974), acteur
- Marley Shelton (1974), actrice
- Brennan Thicke (1974), stemacteur
- Kaili Vernoff (1974), actrice
- Hanya Yanagihara (1974), schrijver
- Ahmet Zappa (1974), muzikant, acteur, auteur

#### 1975
- Balthazar Getty (1975), acteur
- Angelina Jolie (1975), actrice
- Marion Jones (1975), atlete
- Daron Malakian (1975), gitarist
- Paula Patton (1975), actrice
- Taboo (1975), rapper
- Will.i.am (1975), rapper, producent, acteur

#### 1976
- Andrea Barber (1976), kindster
- Danielle Bisutti (1976), actrice, zangeres
- Scott Caan (1976), acteur
- Emily Deschanel (1976), actrice
- Rebecca Herbst (1976), actrice
- Oliver Hudson (1976), acteur
- Monet Mazur (1976), actrice en model
- Freddie Prinze jr. (1976), filmacteur
- Sage Stallone (1976-2012), acteur en filmregisseur
- Alison Sweeney (1976), soapactrice

#### 1977
- Eric Balfour (1977), acteur
- Tyler Bates (1977), filmcomponist, muziekproducent en muzikant
- Clea DuVall (1977), actrice
- John O'Brien (1977), voetballer
- Tamarine Tanasugarn (1977), Thais tennisster
- Robin Thicke (1977), zanger
- Kathy Wagner (1977), actrice, filmproducente

#### 1978
- Shiri Appleby (1978), actrice
- Jordan Belfi (1978), acteur
- Nikki Cox (1978), actrice
- Will Estes (1978), acteur
- Benji Gregory (1978-2024), acteur
- Coleby Lombardo (1978), acteur
- America Olivo (1978), actrice, filmproducente, model en zangeres
- Randy Spelling (1978), acteur, filmregisseur, muziekproducent

#### 1979
- Game (1979), rapper
- John Hennigan (1979), professioneel worstelaar
- Kate Hudson (1979), actrice
- Carmelita Jeter (1979), atlete
- Kourtney Kardashian (1979), televisiepersoonlijkheid, modeontwerpster
- Jonathan Kasdan (1979), film-televisieregisseur, scenarioschrijver en acteur
- Bianca Lawson (1979), actrice
- Adam Levine (1979), popzanger, gitarist
- Young Maylay (1979), stemacteur en rapper
- Melina Perez (1979), professioneel worstelaarster
- Sarah Thompson (1979), actrice

### 1980–1989

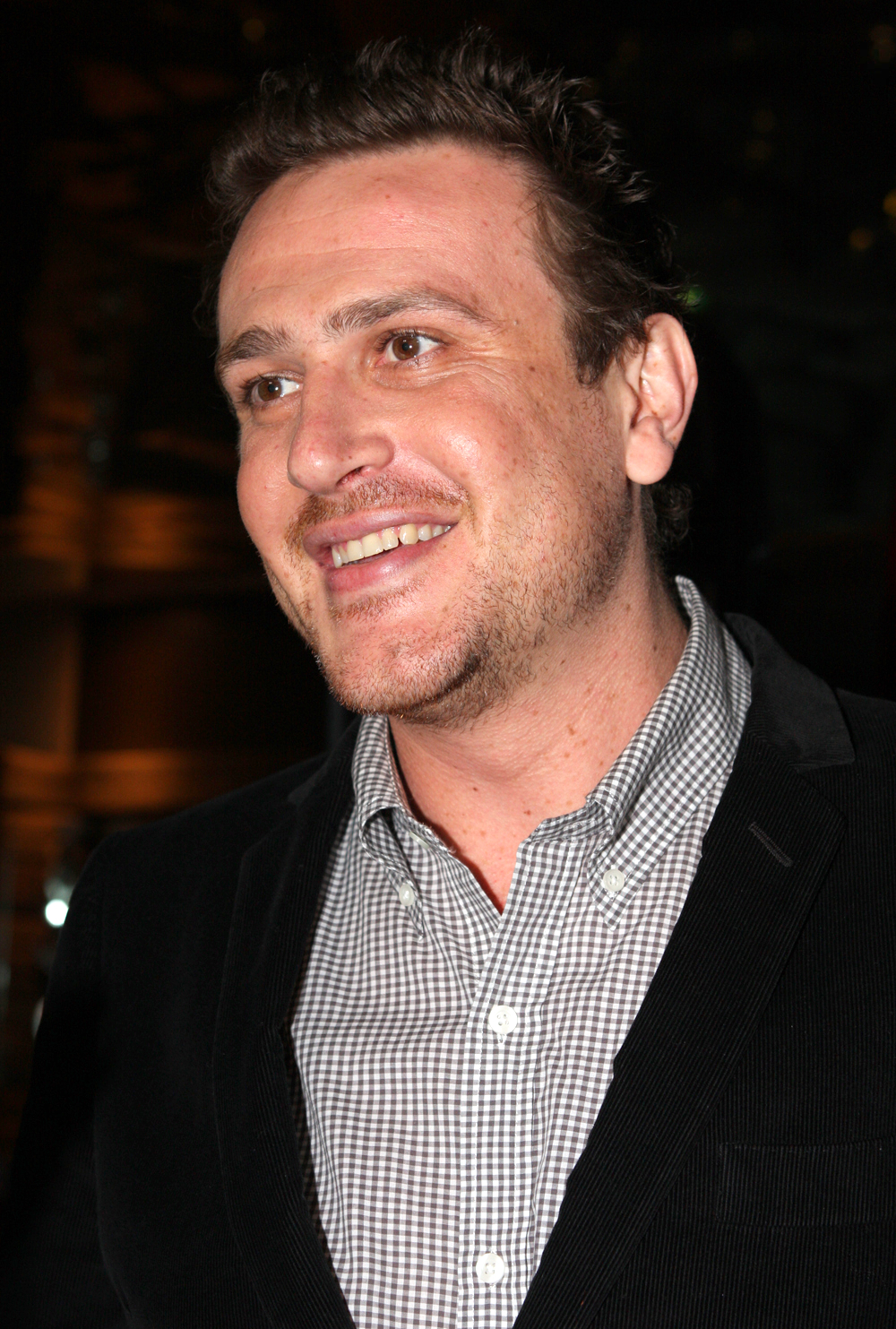
Acteur en scenarioschrijver Jason Segel (1980)

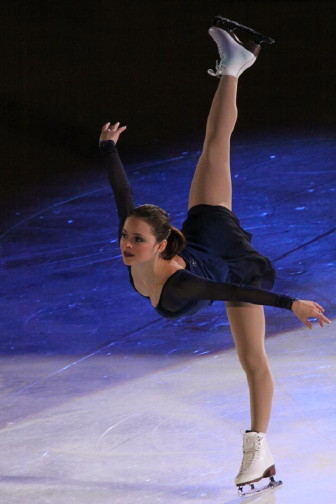
Kunstschaatsster Sasha Cohen (1984)

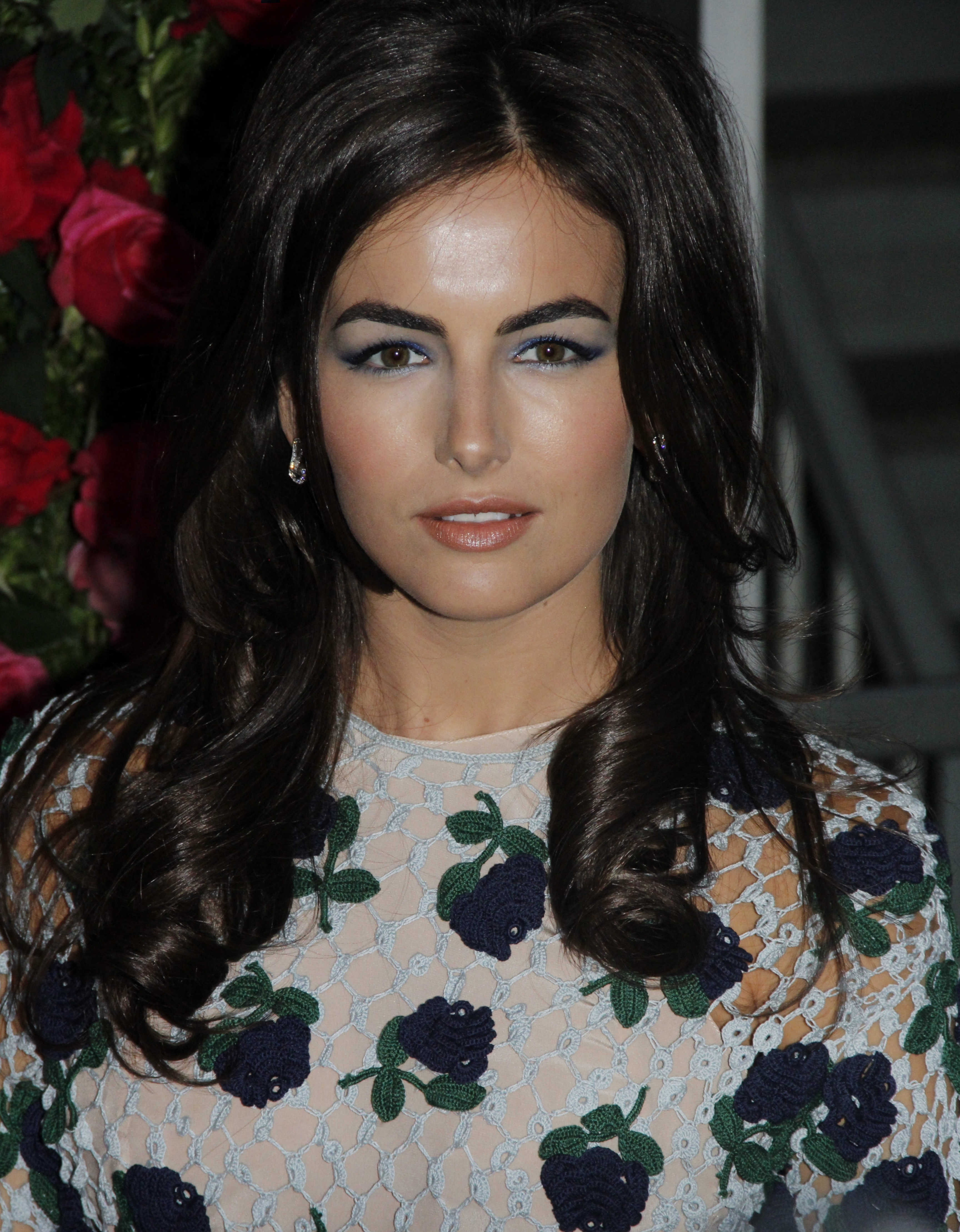
Actrice Camilla Belle (1986)

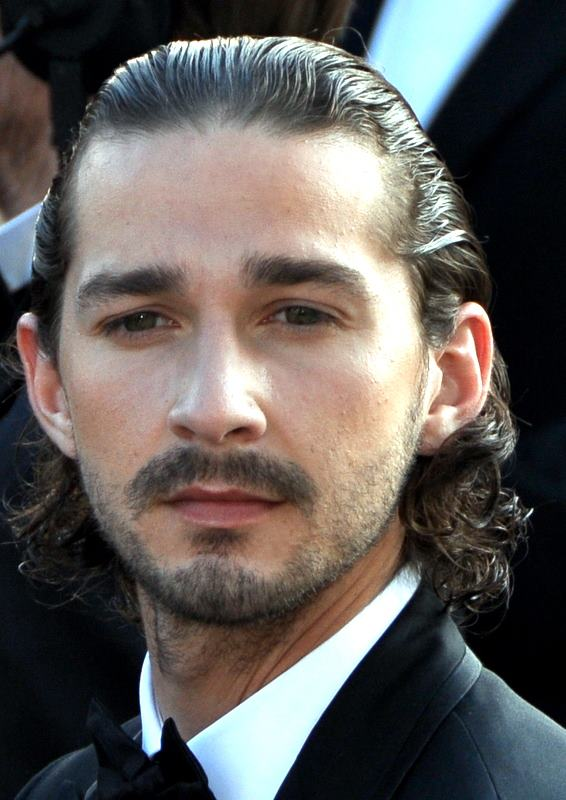
Acteur en komiek Shia LaBeouf (1986)

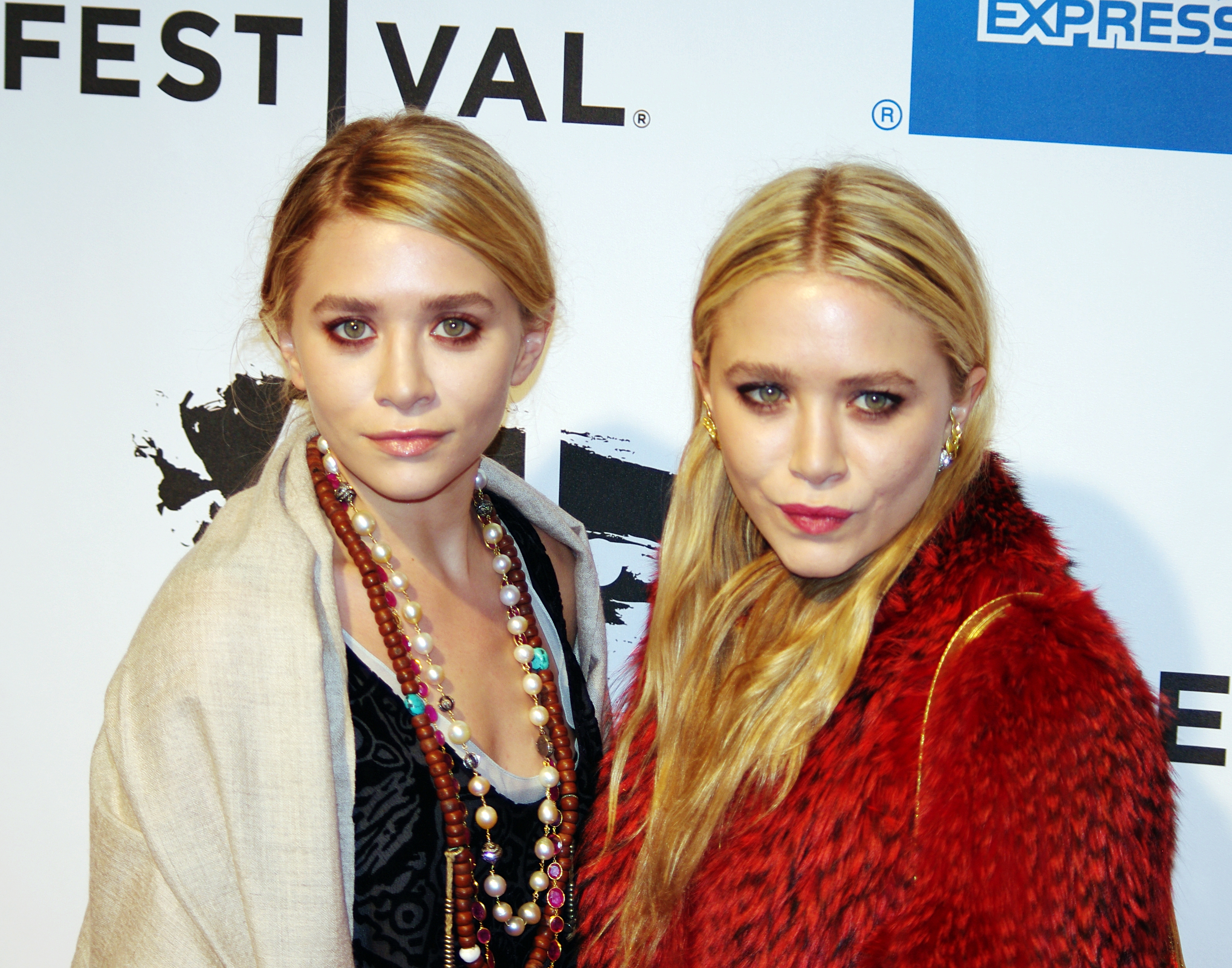
Actrice Ashley (1986) (l.) en Mary-Kate Olsen (1986)

#### 1980
- Zooey Deschanel (1980), actrice
- Jake Gyllenhaal (1980), acteur
- Simon Helberg (1980), acteur
- Kim Kardashian (1980), styliste, actrice, model, televisiepersoonlijkheid
- Hannah Mancini (1980), zangeres
- J.D. Pardo (1980), acteur
- Chris Pine (1980), acteur
- Jason Ritter (1980), acteur
- Jason Schwartzman (1980), acteur, muzikant
- Jason Segel (1980), acteur, scenarioschrijver
- Michael Steger (1980), acteur

#### 1981
- Alex Band (1981), singer-songwriter
- Rachel Bilson (1981), actrice
- Zach Bostrom (1981), acteur
- Joseph Gordon-Levitt (1981), acteur
- Josh Groban (1981), zanger
- Jelena Jensen (1981), model en pornoactrice
- Meghan Markle (1981), actrice en echtgenote van de Britse prins Harry
- Azura Skye (1981), actrice

#### 1982
- Thora Birch (1982), actrice
- Sophia Bush (1982), actrice
- Lizzy Caplan (1982), actrice
- Schuyler Fisk (1982), actrice
- John Christian Graas (1982), acteur
- Elisabeth Moss (1982), Brits-Amerikaans actrice
- Jodie Sweetin (1982), actrice
- Kristy Wu (1982), actrice

#### 1983
- Julie Marie Berman (1983), actrice
- Kate Bosworth (1983), actrice
- Andrew Garfield (1983), acteur
- Jonah Hill (1983), acteur
- Brody Jenner (1983), model en tv-ster
- Flying Lotus (1983), experimentele muziek producer, elektronische muzikant, dj en rapper
- Tessa Thompson (1983), actrice

#### 1984
- Sasha Cohen (1984), kunstschaatsster
- America Ferrera (1984), actrice
- Khloé Kardashian (1984), actrice, filmproducente, televisiepersoonlijkheid, auteur, modeontwerpster en presentatrice
- Lauren London (1984), actrice, model
- Alex McKenna (1984), actrice
- Katharine McPhee (1984), zangeres
- Paul Rodriguez jr. (1984), skateboarder

#### 1985
- Odette Annable (1985), actrice
- Allyson Felix (1985), atlete
- Sean Franklin (1985), voetballer
- Andrew Howe (1985), Italiaans atleet
- Nipsey Hussle (1985-2019), rapper
- Miguel (1985), Amerikaans zanger, songwriter en acteur
- Audrina Patridge (1985), realityster (The Hills), actrice

#### 1986
- Camilla Belle (1986), actrice
- Yurizan Beltran (1986-2017), pornoactrice
- Justin Berfield (1986), acteur, voormalig kindster
- Katie Cassidy (1986), actrice
- Briana Evigan (1986), actrice, danseres
- Armie Hammer (1986), acteur
- Shia LaBeouf (1986), acteur, komiek
- Chloe Lattanzi (1986)  actrice en zangeres
- Ashley Olsen (1986), actrice
- Mary-Kate Olsen (1986), actrice
- Ethan Peck (1986), acteur
- Amber Riley (1986), actrice, zangeres
- Nita Strauss (1986), gitariste
- Riza Zalameda (1986), tennisspeelster

#### 1987
- Natalie Dreyfuss (1987), actrice
- Kesha (1987), popzangeres
- Christel Khalil (1987), actrice
- Blake Lively (1987), actrice
- Michael Welch (1987), acteur
- Mara Wilson (1987), actrice
- Kendrick Lamar (1987) rapper

#### 1988
- Portia Doubleday (1988), actrice
- Scott Durant (1988), roeier
- Francena McCorory (1988), atlete
- Haley Joel Osment (1988), filmacteur
- Christen Press (1988), voetbalster
- Francia Raisa (1988), actrice
- Tania Raymonde (1988), actrice
- Nikki Reed (1988), actrice
- Luis Silva (1988), voetballer
- Skrillex (1988; echte naam Sonny John Moore), dubstepproducent, live-dj
- Kyle Sullivan (1988), acteur
- Mae Whitman (1988), actrice

#### 1989
- Alden Ehrenreich (1989), acteur
- Sean Flynn-Amir (1989), acteur
- James Harden (1989), basketbalspeler
- David Henrie (1989), acteur
- Beau Knapp (1989), acteur
- Daniella Monet (1989), actrice
- Emily Rios (1989), actrice
- Ani-Matilda Serebrakian (1989), Armeens alpineskiester
- Jeneba Tarmoh (1989), atlete
- Jimmy Butler (1989), basketbalspeler

### 1990–1999

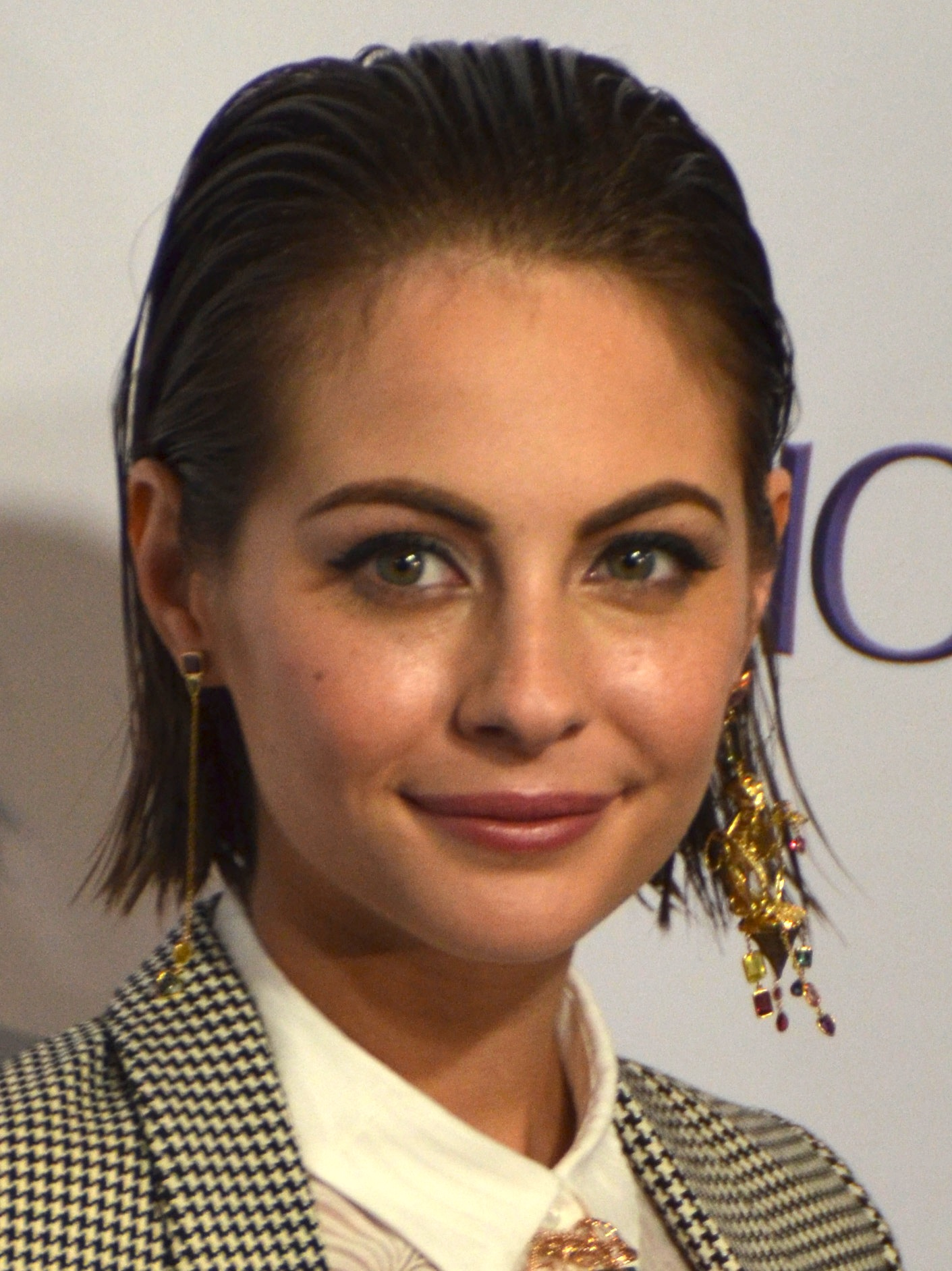
Model en actrice Willa Holland (1991)

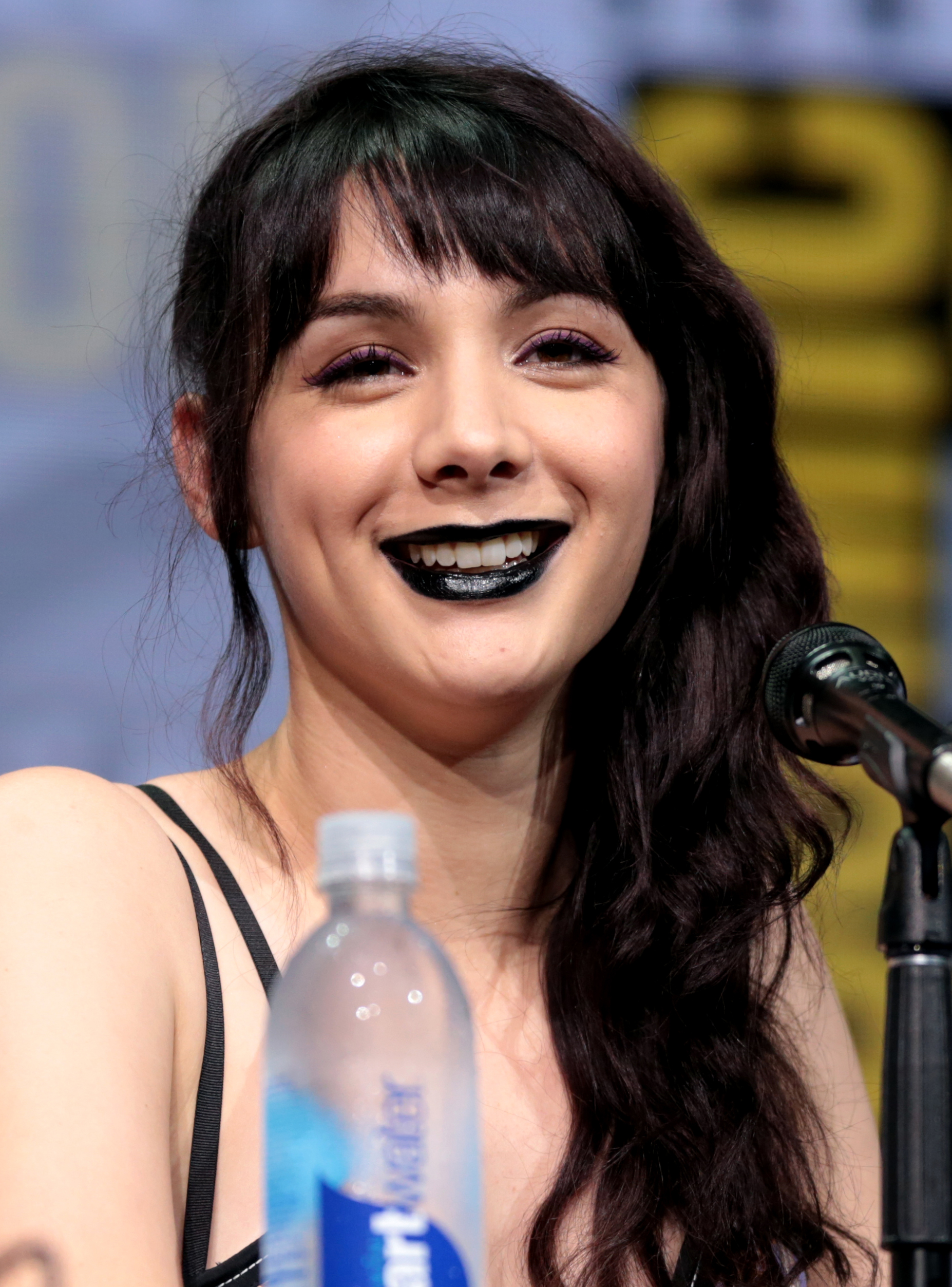
Actrice Hannah Marks (1993)

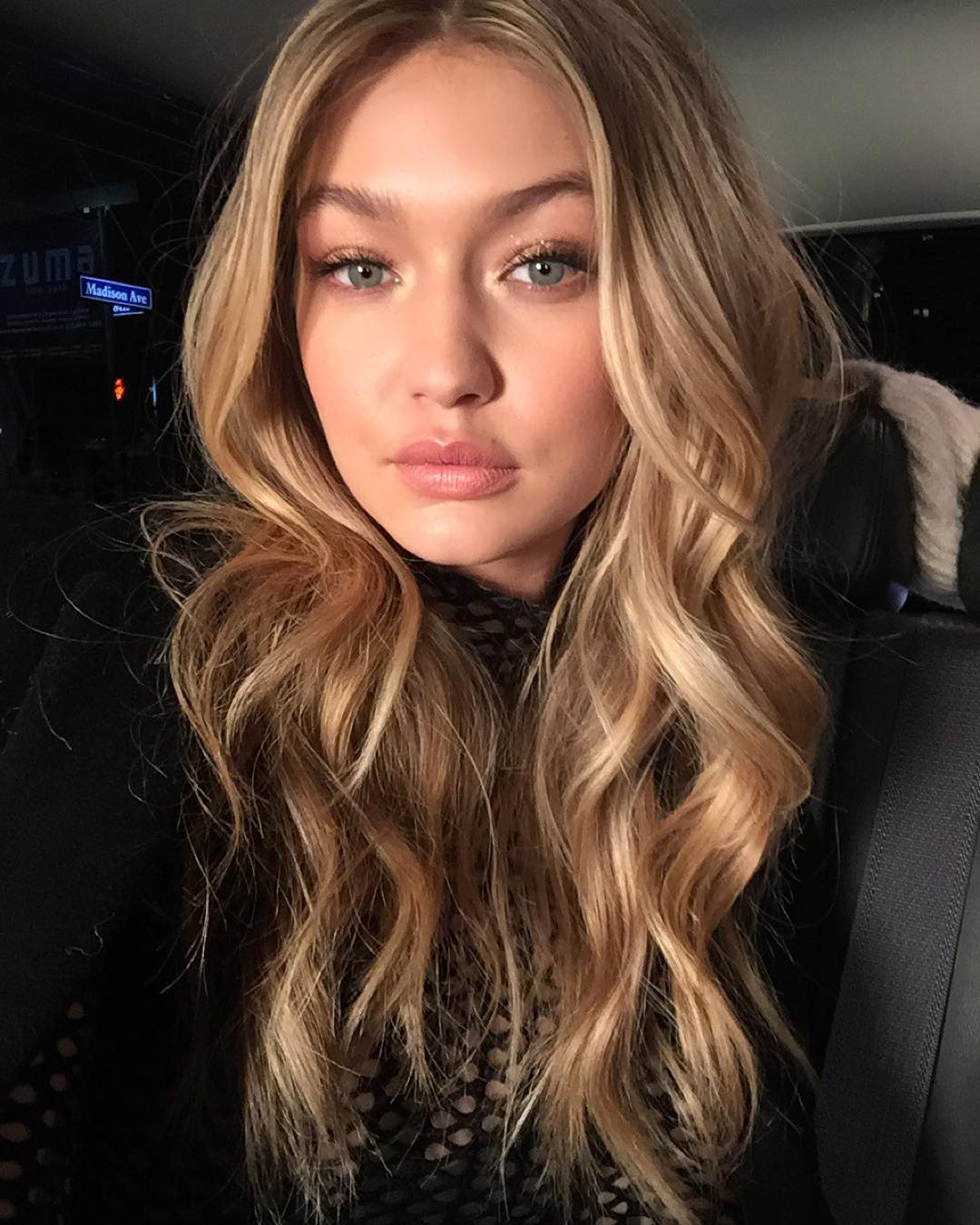
Model Gigi Hadid (1995)

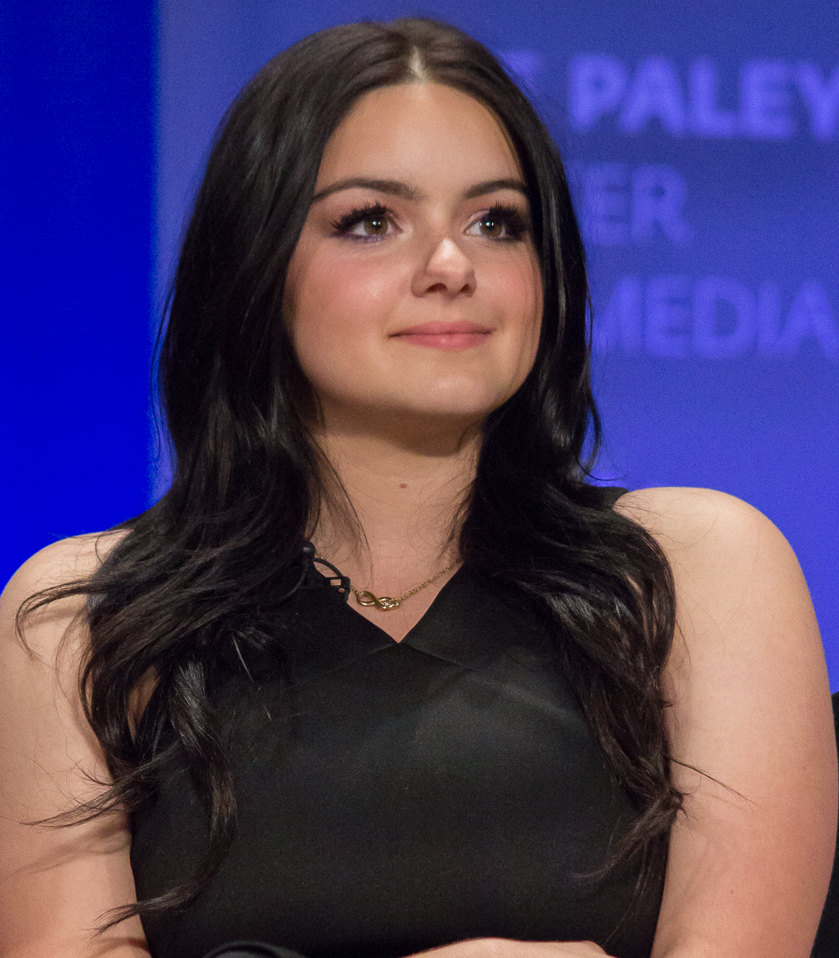
Actrice Ariel Winter (1998)

#### 1990
- Jordan Calloway (1990), acteur
- Joe Corona (1990), voetballer
- Camryn Grimes (1990), actrice
- Sydney Lemmon (1990), actrice
- Ruby Modine (1990), actrice
- Austin Peralta (1990-2012), jazzpianist, -componist en multi-instrumentalist
- Evan Spiegel (1990), zakenman
- Kristen Stewart (1990), actrice, voormalig kindster
- Klay Thompson (1990), basketbalspeler

#### 1991
- Willa Holland (1991), model en actrice
- Kawhi Leonard (1991), basketbalspeler
- Sarah Ramos (1991), actrice
- Danelle Sandoval (1991), singer-songwriter
- Eden Sher (1991), zangeres en actrice
- Tyler, the Creator (1991), acteur, komiek, fashion designer en artiest

#### 1992
- Sosie Bacon (1992), actrice
- Rhyon Nicole Brown (1992), actrice, zangeres en danseres
- Frances Bean Cobain (1992), fotomodel, beeldend kunstenares
- Sam Lerner (1992), acteur
- Emily Osment (1992), actrice, zangeres
- Adam G. Sevani (1992), street/breakdancer

#### 1993
- Miranda Cosgrove (1993), actrice, zangeres, muzikante, stemactrice, presentatrice
- Oliver Davis (1993), jeugdacteur
- India Eisley (1993), actrice
- Jaime Frías (1993), voetballer
- Gnash (1993), zanger, dj, producer
- Hannah Marks (1993), actrice, filmregisseur, scenarioschrijfster en filmproducente
- Ben Platt (1993), acteur
- Halston Sage (1993), actrice
- Sabrina Santamaria (1993), tennisspeelster

#### 1994
- Phoebe Bridgers (1994), muzikante
- Jason Brown (1994), kunstschaatser
- Paul Butcher (1994), acteur
- Oscar Sorto (1994), voetballer
- Earl Sweatshirt (1994), rapper

#### 1995
- Juliette Goglia (1995), actrice
- Gigi Hadid (1995), televisiepersoonlijkheid, model
- Kendall Jenner (1995), actrice en model
- Joshua Hong (1995), K-popartiest
- Madison Love (1995), zangeres
- Justice Smith (1995), acteur

#### 1996
- Grace Van Dien (1996), actrice
- Mason Gooding (1996), acteur
- Bella Hadid (1996), mannequin en fotomodel
- Cooper Koch (1996), acteur
- Hailee Steinfeld (1996), actrice, model en zangeres

#### 1997
- Kylie Jenner (1997), ondernemer
- Brent en Shane Kinsman (1997), tweeling acteurs
- Finneas O'Connell (1997), acteur, singer en songwriter
- Diana Silvers (1997), actrice

#### 1998
- Ali Gallo (1998), actrice
- Amanda Gorman (1998), dichteres
- Amandla Stenberg (1998), actrice
- Ariel Winter (1998), actrice
- Haji Wright (1998), voetballer

#### 1999
- Gracie Abrams (1999), zangeres
- Cameron Boyce (1999-2019), acteur
- Aramis Knight (1999), acteur
- Mikey Madison (1999), actrice

### 2000–2009

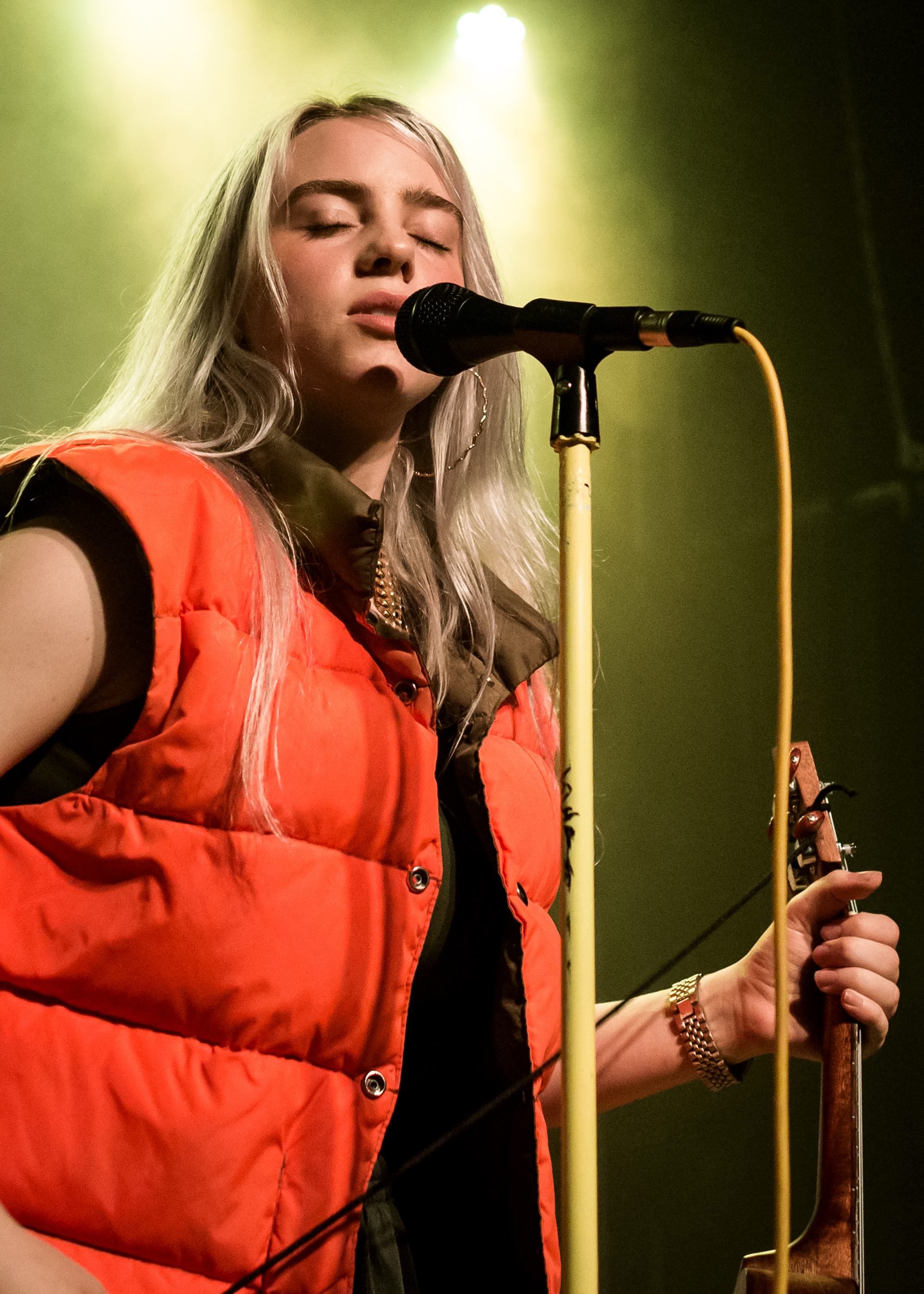
Zangeres Billie Eilish (2001)

#### 2000
- Mackenzie Foy (2000), actrice en model
- Cassady McClincy (2000), actrice
- Jade Pettyjohn (2000), actrice
- Willow Smith (2000), zangeres, dochter van Will Smith
- Onyeka Okongwu (2000), basketballer

#### 2001
- Luna Blaise (2001), actrice
- Rowan Blanchard (2001), actrice
- Billie Eilish (2001), zangeres
- Kaia Gerber (2001), model
- Dallas Liu (2001), acteur
- David Mazouz (2001), acteur

#### 2006
- Xochitl Gomez (2006), actrice
- Julian Grey (2006), acteur

#### 2007
- Ever Anderson (2007), Amerikaans-Brits actrice

#### 2009
- Julia Butters (2009), actrice

## Overleden in Los Angeles (elders geboren)

### Voor 1990
- George Quaintance (1902-1957), kunstenaar
- Sara Mae Stinchfield Hawk (1885-1977), logopedist
- Danny Whitten (1943-1972), zanger, gitarist en songwriter
- Mickey Cohen (1913-1976), bokser, gangster

### 1990–1999
- Irene Dunne (1898-1991), actrice
- Anthony Perkins (1932-1992), acteur
- Mary Wells (1943-1992), zangeres
- Vincent Price (1911-1993), acteur
- Hervé Villechaize (1943-1993), Frans acteur
- The Notorious B.I.G. (1972-1997), rapper
- Douglas Fowley (1911-1998), acteur
- Leo Penn (1921-1998, Santa Monica), acteur
- Frank Sinatra (1915-1998), zanger, acteur, regisseur en filmproducent
- Wilt Chamberlain (1936-1999), basketballer

### 2000–2009
- Anne Haney (1934-2001), actrice
- Scott Plank (1958-2002), acteur
- Rod Steiger (1925-2002), acteur
- Lawrence Tierney (1919-2002), acteur
- Charles Bronson (1921-2003), acteur, regisseur
- Graham Jarvis (1930-2003), acteur
- Barry White (1944-2003), zanger, producer
- George 'Buck' Flower (1937-2004), acteur, filmproducent en scenarioschrijver
- Domino Harvey (1969-2005), premiejager
- Roek Williams (1943-2005), Nederlands zanger
- Robert Altman (1925-2006), filmregisseur
- Tin Moe (1933-2007), Myanmarees dichter
- Cyd Charisse (1922-2008), actrice
- John Phillip Law (Hollywood, 1937-2008), acteur
- LeRoi Moore (1961-2008), saxofonist
- Anita Page (1910-2008), actrice
- Coosje van Bruggen (1942-2009), Nederlands Amerikaans beeldhouwster
- Michael Jackson (1958-2009), zanger, danser en componist
- Brittany Murphy (1977-2009), actrice en zangeres
- Patrick Swayze (1952-2009), acteur, danser, zanger
- Marl Young (1917-2009), jazzmuzikant

### 2010–2019

#### 2010
- Dennis Hopper (1936-2010), acteur, regisseur en beeldend kunstenaar

#### 2011
- Frances Bay (1919-2011), actrice
- Bubba Smith (1945-2011), acteur en Americanfootballspeler

#### 2012
- Ernest Borgnine (1917-2012), filmacteur
- Michael Clarke Duncan (1957-2012), acteur
- James Farentino (1938-2012), acteur
- Alex Karras (1935-2012), acteur, footballspeler en worstelaar

#### 2013
- George Duke (1946-2013), componist, muzikant
- Jane Harvey (1925-2013), jazz-zangeres
- Paul Jenkins (1938-2013), acteur
- Gail Kobe (1931-2013), actrice
- Lee Thompson Young (1984-2013), acteur

#### 2014
- Sid Caesar (1922-2014), komiek en acteur
- James Jacks (1947-2014), filmproducer
- Juanita Moore (1914-2014), actrice
- Mickey Rooney (1920-2014), acteur
- Louis Zamperini (1917-2014), atleet en militair
- Carmen Zapata (1927-2014), actrice

#### 2015
- Dean Jones (1931-2015), acteur
- Lemmy Kilmister (1945-2015), Brits basgitarist en zanger
- Robert Loggia (1930-2015), acteur
- Taylor Negron (1957-2015), acteur en komiek
- Wayne Rogers (1933-2015), acteur
- Jason Wingreen (1920-2015), acteur

#### 2016
- Leonard Cohen (1934-2016), Canadees zanger, songwriter en dichter
- Debbie Reynolds (1932-2016), actrice en zangeres
- Garry Shandling (1949-2016), acteur, komiek, scenarioschrijver
- James Victor (1939-2016), Dominicaans acteur

#### 2017
- Hugh Hefner (1926-2017), journalist en oprichter Playboy
- Harry Dean Stanton (1926-2017), acteur

#### 2018
- Stan Dragoti (1932-2018), filmregisseur
- James Karen (1923-2018), acteur
- Arthur B. Rubinstein (1938-2018), componist en dirigent

#### 2019
- Peter Fonda (1940-2019), acteur
- Miklós Martin (1931-2019), Hongaars waterpolospeler
- Eddie Money (1949-2019), rockzanger
- Michael J. Pollard (1939-2019), acteur

### Vanaf 2020

#### 2020
- Pop Smoke (1999-2020), rapper
- Spencer Davis (1939-2020), Brits zanger en gitarist

#### 2021
- Ned Beatty (1937-2021), acteur
- Larry King (1933-2021), tv-interviewer
- Ravil Isyanov (1962-2021), acteur
- Tanya Roberts (1949-2021), actrice
- Betty White (1922-2021, Brentwood), actrice

#### 2022
- Jevgenija Brik (1981-2022), actrice
- James Caan (1940-2022), acteur
- Coolio (1963-2022), rapper en acteur
- Marsha Hunt (1917-2022), actrice
- Rhoda Kadalie (1953-2022), Zuid-Afrikaans mensenrechtenactiviste en journaliste
- Angela Lansbury, (1925-2022), actrice
- Barbara Morrison (1949-2022), jazz- en blueszangeres
- Robert Morse (1931-2022), acteur
- Roger E. Mosley (1938-2022), acteur
- Kitten Natividad (1948-2022), Mexicaans Amerikaans pornoster
- Anita Pointer (1948-2022), zangeres
- Ramon Stagnaro (1954-2022), Peruaans gitarist
- Joe E. Tata (1936-2022), acteur

#### 2023
- Robert Blake (1933-2023), acteur
- Barbara Bosson (1939-2023), actrice
- Austin Majors (1995-2023), acteur
- Lisa Marie Presley (1968-2023), zangeres en dochter van Elvis
- Wayne Shorter (1933-2023), jazzmuzikant
- Raquel Welch (1940-2023), actrice
- Annie Wersching (1977-2023), actrice
- Oliver Wood (1942-2023), cameraman

#### 2024
- Tom Bower (1938-2024), acteur en filmproducent
- Earl Holliman (1928-2024), acteur
- Wayne Kramer (1948-2024), gitarist, zanger en songwriter
- Linda Lavin (1937-2024), actrice en zangeres
- Johnny Wactor (1986-2024), acteur
- Jerry West (1938-2024), basketballer